# Wallis y Futuna
La Colectividad de Wallis y Futuna (francés: Collectivité de Wallis et Futuna) es una colectividad de ultramar francesa (Collectivité d’outre-mer). Es un grupo de tres islas tropicales de origen volcánico situadas en el océano Pacífico Sur, entre Fiyi y Samoa. Entre 1961 y 2003 tuvo estatus de Territorio de Ultramar (Territoire d’outre-mer). Wallis y Futuna posee dos gobiernos, uno como Colectividad de Ultramar, ejercido por Francia, y una pequeña monarquía local nativa, con poco poder gubernamental.

## Historia

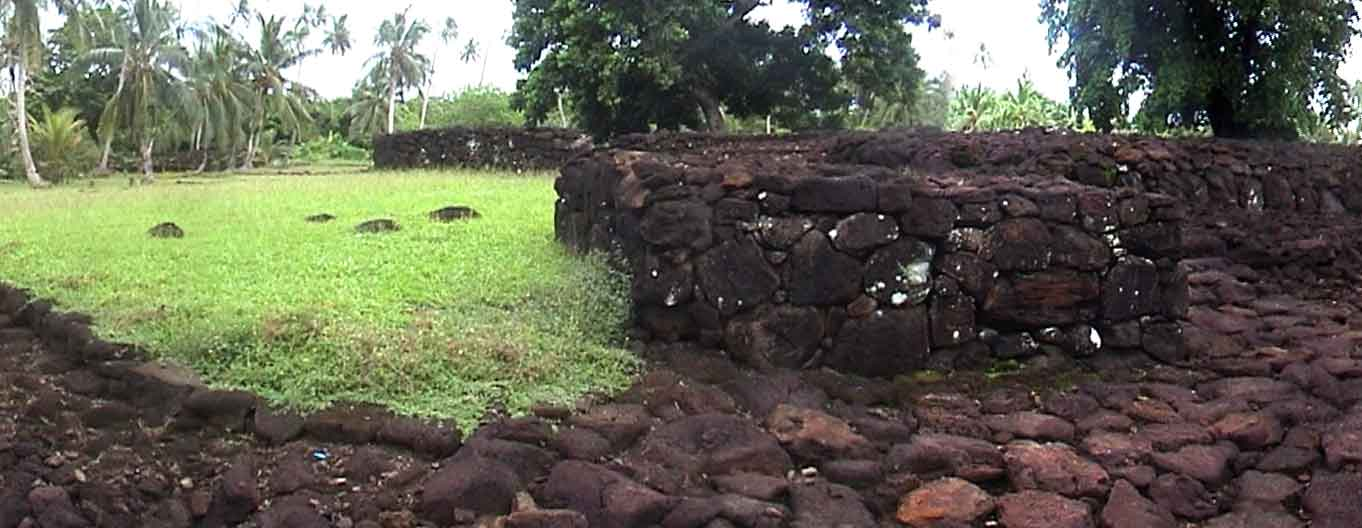
Ruinas del fuerte de Talietumu

Futuna fue incluida por primera vez en los mapas europeos por Willem Schouten y Jacob Le Maire, durante su circunnavegación del mundo, en 1616. Llamaron a las islas de Futuna "Hoornse Eylanden", en honor a la ciudad holandesa de Hoorn de donde procedían. Más tarde se tradujo al francés como "Isles de Horne". Las islas Wallis llevan el nombre del explorador británico Samuel Wallis, que pasó por ellas en 1767, tras ser el primer europeo en visitar Tahití. Los franceses fueron los primeros europeos en establecerse en el territorio, con la llegada de misioneros franceses en 1837, quienes convirtieron a la población al catolicismo romano. Pedro Chanel, canonizado en 1954, es un santo patrón importante de la isla de Futuna y de la región.
El 5 de abril de 1842, los misioneros solicitaron la protección de Francia después de una rebelión de la población nativa. En abril de 1887, la reina de Uvea, en la isla de Wallis, firmó un tratado estableciéndose oficialmente el protectorado francés. Los reyes de Sigave y Alo, en las islas de Futuna y Alofí también firmaron un tratado que establecía el protectorado el 16 de febrero de 1888. Las islas fueron puestas bajo la autoridad del Imperio colonial francés de Nueva Caledonia.
En 1917, los tres reinos tradicionales fueron anexados a Francia y convertidos en la Colonia de Wallis y Futuna, la cual siguió bajo la autoridad de Nueva Caledonia.
Durante la Segunda Guerra Mundial, Wallis fue utilizada como base militar por los Aliados en operaciones contra el Imperio del Japón, la isla sufrió leves ataques de la marina imperial japonesa e intento ser invadida entre 1941 y 1943 pero los ataques fueron repelidos. Después de votaciones realizadas en las islas en 1959, el archipiélago adquirió el estatuto de ultramar en 1961, terminando así la subordinación de Nueva Caledonia. 
Una estación de comunicación por satélite fue inaugurada en 1989. En ese mismo año el gobierno francés anunció la ayuda adicional para la pesca y la agricultura en las islas. A inicios de la década de los 90, la economía local se benefició por la expansión del sector de construcción civil y obras públicas, también con la fundación del Banco de Wallis y Futuna en 1991. Pero, en esa misma época, se estimó que el desempleo en las islas llevó a que más de la mitad de la población migrara a Nueva Caledonia, la población que permaneció vive principalmente de empleos públicos y de las remesas enviadas por sus parientes del extranjero. En 1998 casi todas las plantaciones, principalmente de plátano fueron destruidas por un ciclón.
En las votaciones de 1992, el 76,5 % de los electores aprobaron la integración a la Unión Europea. En 1998 Nueva Caledonia firmó el Acuerdo de Numea con el gobierno francés, estableciéndose relaciones con Wallis y Futuna. El acuerdo le da el control sobre la inmigración al gobierno de Nueva Caledonia, en cambio exigen el apoyo financiero para el desarrollo económico y social de Wallis y Futuna. Desde inicios de 2000, los gobiernos discuten acuerdos de libre comercio y de derechos de trabajo entre los dos países. En enero de 2002, una delegación de las islas fue al encuentro del presidente francés Jacques Chirac, para discutir el estatus de los ciudadanos de Wallis y Futuna residentes en Nueva Caledonia.

## Gobierno y política

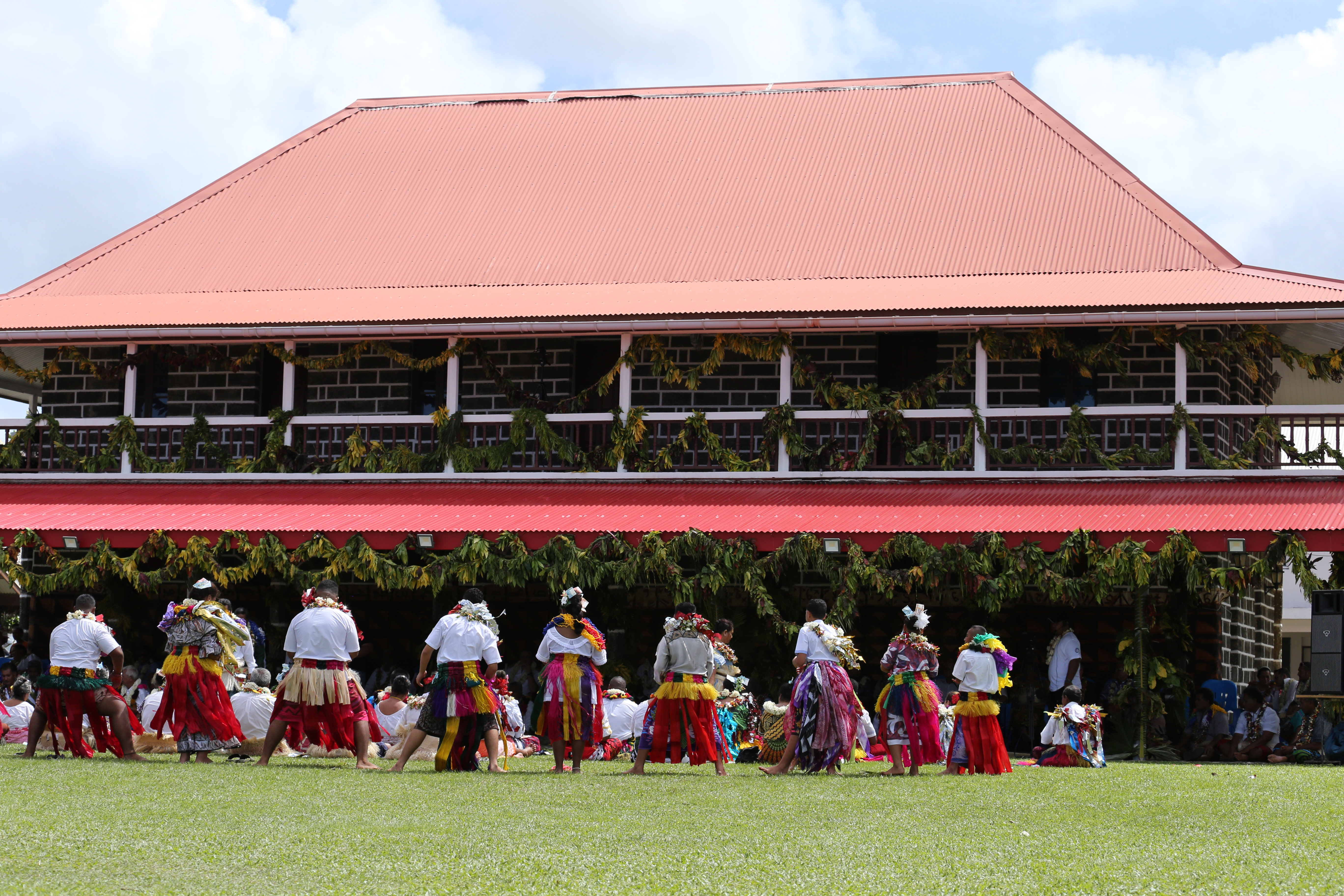
Palacio Real de Uvea construido en 1876

El territorio está dividido en los tres reinos tradicionales: Uvea en la isla de Wallis, Sigave en la parte occidental de Futuna y Alo en la isla de Alofí y en la parte oriental de Futuna. La capital del territorio es Mata-Utu, en la isla de Wallis. Por ser un territorio de Francia, está regido por la Constitución Francesa del 28 de septiembre de 1958, usa el sistema legal francés y el voto es universal para aquellos mayores de 18 años. El Alto Comisionado es elegido por el presidente francés, aconsejado por el Ministro del Interior francés, el presidente del Gobierno Territorial y la Asamblea Territorial son elegidos por los miembros de la asamblea.
El jefe de Estado es el presidente de Francia, Emmanuel Macron, representado por el Alto Comisionado Christian Job (desde el 8 de junio de 2002). El Jefe de Gobierno es el presidente de la Asamblea Territorial Patalione Kanimoa. El Consejo del Territorio está formado por los tres reyes y por tres miembros apuntados por el Alto Comisionado junto con la Asamblea Territorial.
Wallis y Futuna eligen un senador para el Senado francés y un diputado para la Asamblea Nacional Francesa.
La justicia es administrada bajo la Ley Francesa por un tribunal de primera instancia en Mata-Utu, pero los tres reinos tradicionales administran la justicia de acuerdo a sus costumbres (solo para casos no penales). La corte de apelaciones está en Numea (Nueva Caledonia).

### Crisis política de 2005
En 2005, el territorio dio de qué hablar como consecuencia de una crisis política que tuvo lugar en Wallis. Después de más de 46 años de reinado, el rey de Uvea Tomasi Kulimoetoke II provocó una crisis que amenazó con hundir su reino en el caos insurreccional. La crisis se inició cuando su nieto fue condenado por homicidio por haber matado a un peatón mientras conducía en estado de ebriedad y se refugió en el palacio real. Primero el rey se resistió a las demandas de arresto de su nieto y exigió a los representantes del Estado abandonar el territorio. Ahora bien, esta exigencia no fue del agrado de todos, ya que la economía del territorio depende de las ayudas del Estado y la administración pública emplea a numerosas personas.
En respuesta, los líderes de las aldeas rebeldes decidieron entronizar a un nuevo rey, buscando luego el reconocimiento de la administración superior del territorio. Pero, ya próxima la ceremonia de entronización, prevista para el 25 de septiembre, el conflicto institucional por poco y hace resurgir los enfrentamientos. Los partidarios del rey ocuparon el aeropuerto y levantaron barricadas con troncos de cocoteros. La situación finalmente se arregló gracias a la intervención de un mediador francés, el cual reconoció la autoridad del rey. La ceremonia de entronización fue entonces anulada.
En junio de 2006, las tensiones todavía podían sentirse en el seno de la población local con algunos incidentes puntuales en el distrito septentrional de Hihifo.

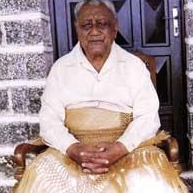
El Rey Tomasi Kulimoetoke ejerció su cargo entre 1958 y 2007 en el Reino de Uvea (Wallis)

El 12 de marzo de 2007, el Tribunal Administrativo de Mata-Utu examinó una cincuentena de recursos que habían sido presentados por el gobierno local de Uvea para anular los arrestos de varios prefectos, como el de Javier de Fürst, entonces representante de Estado durante los acontecimientos de 2005, en los cuales estos gobernadores arrestados habían reconocido a los líderes consuetudinarios sediciosos.
El Tribunal Administrativo finalmente absolvió a De Fürst y decidió que el Estado debía indemnizar a la Circunscripción Territorial de Uvea (lo que corresponde a le entidad consuetudinaria del reino de Uvea) y a otros miembros del gobierno local de Lavelua.

### Reinos tradicionales
El rey tradicional (Lavelua o roi coutumier) Tomasi Kulimoetoke gobernó desde 1959 hasta 2007 el Reino de Uvea.
El artículo 3 del Estatuto de 1961 establece que "la República garantiza a las poblaciones del territorio de las islas Wallis y Futuna el libre ejercicio de su religión, así como el respeto de sus creencias y costumbres en la medida en que no sean contrarias a los principios generales del derecho y a las disposiciones de la presente ley". La jefatura tradicional está oficialmente reconocida por la República Francesa.
Wallis y Futuna es una de las pocas colectividades francesas que no está dividida en municipios. En cambio, el territorio está dividido en tres reinos tradicionales, denominados "distritos territoriales" en la ley:
- Uvea (en la isla de Wallis), subdividida en tres distritos (Hihifo, Hahake y Mu'a);
- Alo (al sureste de Futuna y en la isla de Alofi), antiguamente subdividido en dos distritos (Tua en el norte, y Alo en el sur con Alofi en el sureste);
- Sigave (noroeste de la isla de Futuna),[5]

Cada reino tiene una personalidad jurídica y posiblemente un presupuesto. En cada reino hay un consejo nombrado según la costumbre y presidido por el rey. El administrador superior en Uvea y su delegado en Alo y Sigave es el jefe del distrito responsable de la potestad reglamentaria y de la ejecución del presupuesto.
Cada Reino tiene su propia bandera:

Uvea
Alo
Sigave

Los tres reinos no son hereditarios: son las familias nobles, los aliki, quienes eligen o destituyen a los reyes. El poder está bastante descentralizado: los reyes locales deben negociar con los jefes de las aldeas (pule kolo) y responder a las demandas de los aliki que los eligen, al tiempo que negocian con el representante del Estado para obtener presupuestos de desarrollo para el territorio.
Los reinos ejercen el equivalente de los poderes de los municipios y parte de los de los consejos departamentales. El Reino de Uvea se divide además en tres distritos tradicionales (Hahake, Hihifo y Mu'a) que agrupan varios pueblos y ejercen determinadas competencias.
La organización de cada reino es diferente:
En Uvea, el rey (que lleva el título de Lavelua) es el jefe de la jerarquía tradicional. Está asistido por un primer ministro (Kalae kivalu) y cinco ministros y nombra a tres jefes de distrito (faipule) que tienen autoridad sobre los 21 jefes de aldea. Los jefes de la aldea (pulekolo), que pueden levantar los deberes de interés general, gestionan los asuntos de la aldea durante las asambleas (fono) que se celebran los domingos en una cabaña común (fale fono). El jefe de la aldea es elegido por todos los aldeanos por sus cualidades, pero pueden decidir destituirlo. Cabe señalar que, debido a las disputas políticas, el reino de Uvea no tenía rey desde 2014. Desde abril de 2016, dos Lavelua se disputaron el poder en Wallis, aunque el Estado francés ha reconocido oficial y finalmente a Patalione Kanimoa.

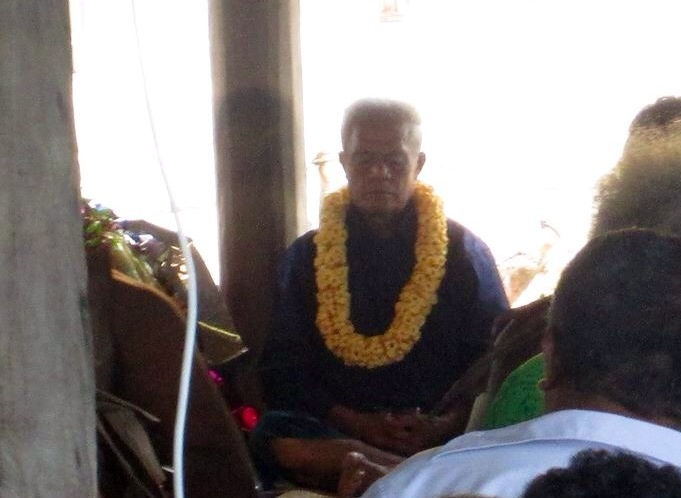
El rey de Alo (Futuna) en 2014

En Futuna, cada uno de los dos reyes (el Tuigaifo en Alo y el Tuisigave en Sigave) tiene también ministros, que actúan como portavoces en los consejos, pero tienen una autoridad limitada directamente sobre los jefes de aldea nombrados por las familias principescas, que pueden destituir a su rey con facilidad. Desde el 5 de marzo de 2016, el reino de Sigave vuelve a tener un gobernante en la persona de Eufenio Takala. El 15 de mayo, el gobernante de Alo, Petelo Sea, fue depuesto; tres semanas después, el reino tiene un nuevo gobernante en la persona de Filipo Katoa. Lino Leleivai se convirtió en el nuevo Tuigaifo de Alo el 30 de noviembre de 2018 después de que Filipo Katoa abdicara por motivos de salud.

### Partidos políticos
La vida política de Wallis y Futuna —entendida como el juego de los partidos políticos— comenzó con la adopción del estatuto de 1961, que creó la Asamblea Territorial y dotó al territorio de un diputado y un senador. Sin embargo, el escaso número de habitantes, la lejanía de la metrópoli, la importancia de la comunidad wallisiana y futuniana en Nueva Caledonia, así como la fuerte influencia de las costumbres y de la religión católica hacen que la política no pueda analizarse únicamente a través del prisma de las divisiones políticas metropolitanas: "los wallisianos y futunianos siguen la política nacional desde muy lejos" y "el sistema electoral de la isla se basa en el clientelismo y en una red familiar".
En 1962, Hervé Loste fue elegido diputado y su padre Henri Loste se convirtió en senador. La familia Loste no permaneció mucho tiempo en el poder: en 1967, Benjamin Brial, del RPR gaullista, se convirtió en diputado y Sosefo Makape Papilio, también del RPR, en senador en 1971. Una oposición más joven, encarnada por la Unión por la Democracia Francesa (UDF), tomó forma, y durante más de veinte años, la política local estuvo marcada por esta lucha entre el RPR y la UDF.
No fue hasta 1989 cuando la izquierda, con el Partido de la Izquierda Radical, llegó de nuevo al poder en la zona, con la elección de Kamilo Gata, antiguo miembro del RPR. A su vez, fue derrotado en 1997 por Victor Brial, sobrino de Benjamin, el nuevo líder del RPR local y también Presidente de la Asamblea Territorial de Wallis y Futuna de 1997 a 1999. Victor Brial fue derrotado en junio de 2007, contra todo pronóstico, por el socialista Albert Likuvalu. Anteriormente, Likuvalu había sido brevemente presidente de la Asamblea Territorial del 22 de febrero al 24 de noviembre de 2005, beneficiándose de una efímera alianza entre la oposición de izquierdas —7 de los 20 miembros elegidos— y algunos miembros de derechas.
En las elecciones territoriales de 2002, la derecha local —todavía RPR entonces, futura UMP— ganó las elecciones con 9 diputados de 20 y completó su mayoría con los cinco representantes de la Alianza para Wallis y Futuna. Sin embargo, el líder de esta última, Albert Likuvalu, se acercó a la oposición local, formada por cuatro miembros electos de la Unión por Wallis y Futuna —izquierda socialista— y dos no inscritos. Estas tres formaciones, Alianza, Unión y no inscritos, formaron así una efímera mayoría de 11 de los 20 miembros del 22 de febrero al 24 de noviembre de 2005, con la UMP relegada a la oposición y Likuvalu asumiendo la presidencia de la Asamblea. El 24 de noviembre de 2005, con el telón de fondo de los conflictos habituales en Wallis entre los partidarios del rey local y los "renovadores", los otros cuatro miembros electos de la Alianza se distanciaron de Albert Likuvalu y formaron una mayoría con la UMP. Likuvalu se mantuvo en la oposición, y en 2006 participó en la creación de la federación local del Partido Socialista. Desde el 24 de noviembre de 2005 hasta abril de 2007, la nueva mayoría de derechas eligió a Erménégilde Simete, miembro de la UMP, como presidenta de la Asamblea.
Para las elecciones locales del 1 de abril de 2007, 26 listas se presentaron para 20 escaños. Entre los representantes elegidos, 12 se unieron finalmente a la mayoría de derecha UMP-UDF-miscelánea que eligió a Pesamino Taputai, representante local de la UDF-MoDem, como presidente de la Asamblea territorial. La oposición, compuesta por ocho miembros electos, se organiza en torno al PS local de Albert Likuvalu que, dos meses después, fue elegido diputado frente al saliente Victor Brial. Cabe señalar que entre los cinco candidatos presentes en la primera vuelta, tres fueron elegidos miembros de la mayoría en la Asamblea Territorial: además de Victor Brial por la UMP, Pesamino Taputai representó al MoDem y la antigua presidenta de la Asamblea y ahora presidenta de su comisión permanente, Erménégilde Simete, candidata de los distintos partidos de derecha.
Así, en teoría, la vida política en Wallis y Futuna está dominada por los representantes locales de los principales partidos metropolitanos, estando el FN también presente desde las elecciones presidenciales de 2002 y representado por Gastón Lutui, que fue candidato en las elecciones legislativas de 2002 pero no en 2007.
La costumbre es omnipresente y se refleja en la vida política local.

### Justicia
La justicia en Wallis y Futuna, como colectividad francesa de ultramar, se basa en dos sistemas: la justicia tradicional y la justicia francesa. Hasta los años 90, el 98 % de los habitantes de Wallis recurrían únicamente a la justicia consuetudinaria o tradicional (justice coutumière). Está reservado a las faltas y a los litigios de tierras, ya que los delitos, más raros, son juzgados por el Tribunal de Primera Instancia de Numea o el Tribunal de Apelación de Numea. En Wallis hay un fiscal que se ocupa de los casos de derecho común. Muchos locales consideran que la justicia penal francesa está reservada a los papalagi, es decir, a los europeos, fundamentalmente a los franceses metropolitanos. Los wallisianos y los futunianos de Nueva Caledonia también recurren a esta justicia consuetudinaria para resolver las disputas dentro de la comunidad. Estos dos universos jurídicos son muy diferentes, tanto en su concepción, el sistema cultural que los sustenta, como en sus objetivos y prácticas. Tras haberse ignorado mutuamente durante mucho tiempo, desde los años 90 han entrado en conflicto cada vez más, lo que ha provocado varias crisis políticas.
La justicia consuetudinaria se ejerce a varios niveles: la aldea, el distrito en Wallis, y finalmente el reino. El rey es la autoridad judicial suprema y su presencia es necesaria para los casos más graves, como el asesinato. Cuando hay que celebrar un juicio consuetudinario, se organiza un tribunal en el fale fono o casa del consejo. "Las sesiones se celebran a la manera del país, es decir, según un ceremonial particular regulado por la costumbre y siempre de forma oral. En particular, se exige llevar una raíz de kava a los jefes. Las partes tanto el acusado, la defensa así como la víctima hablan a lo largo del juicio. Los jefes consuetudinarios, en Wallis los Tu'ifakamau, nombran a un hombre para que dirija los procedimientos. Él da su opinión sobre el conflicto, pero los jueces son los jefes consuetudinarios, que toman la decisión final.
Las sanciones habituales son el pago de multas a los jefes, que pueden ser resueltas con dinero, alimentos o servicios comunitarios. Sin embargo, el objetivo de la justicia consuetudinaria no es tanto castigar a los culpables como reparar: busca sobre todo restablecer la armonía y la paz social. El resultado más común de un procedimiento judicial consuetudinario es el procedimiento de perdón o te fai hu: "la persona declarada culpable debe pedir perdón a la familia de la víctima y preparar una comida para la familia de la víctima, la autoridad local y todos los que estuvieron involucrados en la historia". Este perdón consuetudinario es obligatorio en los casos de asesinato.
La religión católica está entrelazada con la costumbre, lo que explica, en particular, que en la concepción local la justicia divina sea el último estadio, por encima de la justicia impartida por los reyes tradicionales.

## Geografía

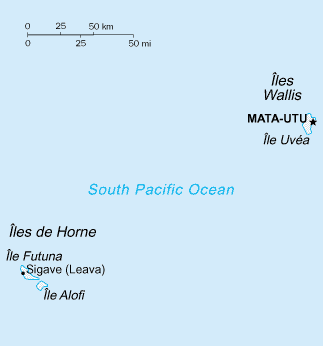
Mapa de las islas Wallis y Futuna.

Wallis y Futuna está localizada a cerca de dos terceras partes del camino entre Hawái y Nueva Zelanda.
El territorio incluye la isla de Wallis (la más poblada) de 96 km², la isla de Futuna de 64 km², la isla deshabitada de Alofi de 32 km² (toda la población de Alofi fue comida por el pueblo caníbal de Futuna en un solo ataque en el siglo XIX[cita requerida]) y por 20 islotes deshabitados, sumando un total de 274 km² con 129 km de costa. El punto más alto del territorio es Monte Puke en la isla de Futuna con 524 m.
Cuentan con un clima cálido y lluvioso de los meses de noviembre a abril, y fresco y seco de mayo a octubre. La precipitación anual es del orden de los 2500 a 3000 mm. La humedad promedio es del 80 % y la temperatura de 26,6 °C.
Solo el 5 % de la tierra de las islas es cultivable. La deforestación (solo quedan pequeñas porciones del bosque original), en gran medida como resultado del uso de la madera como combustible, es un serio problema, y como consecuencia de esta el suelo montañoso de Futuna es particularmente propenso a la erosión. No existen asentamientos permanentes en Alofí debido a la falta de fuentes de agua dulce.

### Clima
El clima es tropical sin estación seca, con vientos calmos, cálidos y húmedos. La temperatura media anual ronda entre los 25 y 26 °C. El mes más caliente es febrero, con un promedio de 30 °C y el más frío es julio, con 24 °C de promedio. Las temperaturas extremas registradas son de 18,4 °C como mínima y 33,4 °C como máxima. La precipitaciones anuales rondan entre los 2500-3000 mm en la Isla Wallis y casi 4000 mm en Futuna. La época más lluviosa es entre noviembre y abril, durante este período soplan vientos suaves, pero con posibles ciclones. Desde 1970, 12 huracanes azotaron al país, siendo Rajá el más fuerte, con ráfagas que llegaron a los 137 km/h. El mes más seco es agosto, con un promedio de 134 mm de lluvia.

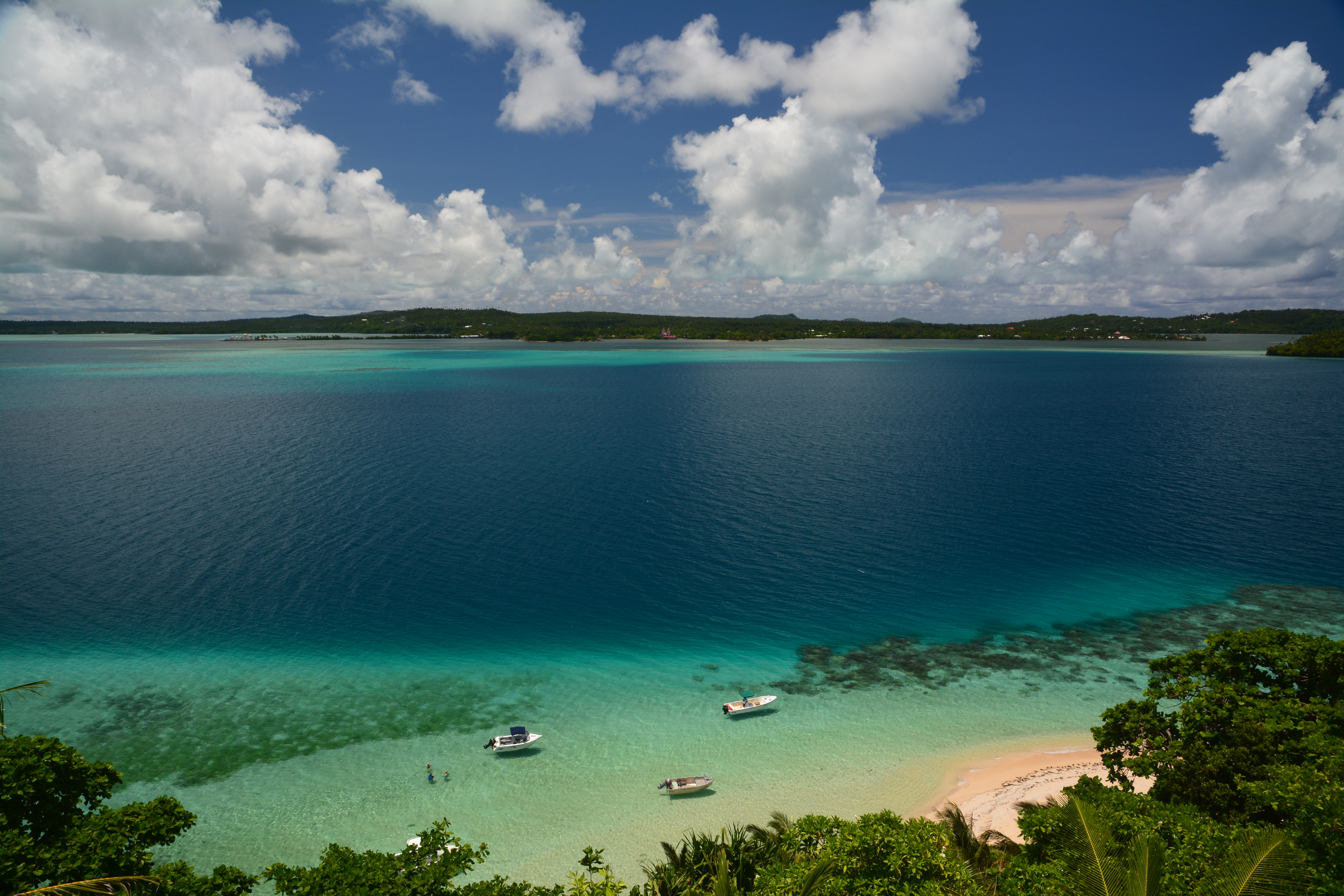
Playa en la Laguna de Wallis

Wallis y Futuna es vulnerable al cambio climático. La extracción de arena por parte de la industria local de la construcción ha aumentado la erosión costera. Esto, unido a la subida del nivel del mar, está provocando una reducción del espacio vital, lo que acabará obligando a la gente a trasladarse al interior. Sin embargo, hay que tener en cuenta la compleja normativa que regula el uso del suelo.
Los ciclones son más frecuentes y algunos ocurren fuera de temporada, como el ciclón Ella en 2017. Es probable que el cambio climático reduzca la producción agrícola, aumentando la dependencia de los alimentos importados.
Para encontrar soluciones adecuadas, se ha planteado que es necesario tener en cuenta las normas culturales de la población y recorrer la organización social estructurada por el cacicazgo consuetudinario.
| Datos climáticos de Mata-Utu    | Datos climáticos de Mata-Utu | Datos climáticos de Mata-Utu | Datos climáticos de Mata-Utu | Datos climáticos de Mata-Utu | Datos climáticos de Mata-Utu | Datos climáticos de Mata-Utu | Datos climáticos de Mata-Utu | Datos climáticos de Mata-Utu | Datos climáticos de Mata-Utu | Datos climáticos de Mata-Utu | Datos climáticos de Mata-Utu | Datos climáticos de Mata-Utu | Datos climáticos de Mata-Utu | Datos climáticos de Mata-Utu |
| Temperatura                     | Temperatura                  | Temperatura                  | Temperatura                  | Temperatura                  | Temperatura                  | Temperatura                  | Temperatura                  | Temperatura                  | Temperatura                  | Temperatura                  | Temperatura                  | Temperatura                  | Temperatura                  | Temperatura                  |
| Mes                             | Ene                          | Feb                          | Mar                          | Abr                          | May                          | Jun                          | Jul                          | Ago                          | Sep                          | Oct                          | Nov                          | Dic                          |                              | Media Total                  |
| ------------------------------- | ---------------------------- | ---------------------------- | ---------------------------- | ---------------------------- | ---------------------------- | ---------------------------- | ---------------------------- | ---------------------------- | ---------------------------- | ---------------------------- | ---------------------------- | ---------------------------- | ---------------------------- | ---------------------------- |
|                                 |                              |                              |                              |                              |                              |                              |                              |                              |                              |                              |                              |                              |                              |                              |
| Temperatura media-alta °C       | 30.3                         | 30.4                         | 30.3                         | 30.3                         | 29.7                         | 29.4                         | 28.9                         | 29.1                         | 29.3                         | 29.5                         | 29.9                         | 30.3                         |                              | 29.8                         |
| Temperatura media °C            | 27.4                         | 27.5                         | 27.4                         | 27.4                         | 27                           | 26.9                         | 26.5                         | 26.6                         | 26.8                         | 26.9                         | 27.1                         | 27.4                         |                              | 27.1                         |
| Temperatura media-baja °C       | 24.4                         | 24.5                         | 24.5                         | 24.4                         | 24.3                         | 24.4                         | 24                           | 24.1                         | 24.2                         | 24.2                         | 24.3                         | 24.4                         |                              | 24.3                         |
| Precipitaciones y horas de sol  |                              |                              |                              |                              |                              |                              |                              |                              |                              |                              |                              |                              |                              |                              |
| Mes                             | Ene                          | Feb                          | Mar                          | Abr                          | May                          | Jun                          | Jul                          | Ago                          | Sep                          | Oct                          | Nov                          | Dic                          |                              | Total                        |
| Mm de precipitación             | 381.4                        | 301.3                        | 373.5                        | 287.6                        | 258.4                        | 159.3                        | 186.5                        | 149.9                        | 221.1                        | 330.4                        | 322.9                        | 350.3                        |                              | 3322.6                       |
| Dias de lluvia                  | 20                           | 19                           | 19                           | 16                           | 16                           | 14                           | 14                           | 14                           | 14                           | 19                           | 17                           | 19                           |                              | 201                          |
| Horas de sol                    | 72                           | 91                           | 109                          | 117                          | 158                          | 177                          | 216                          | 196                          | 140                          | 106                          | 72                           | 59                           |                              | 1513                         |
| Datos recogidos por Weatherbase |                              |                              |                              |                              |                              |                              |                              |                              |                              |                              |                              |                              |                              |                              |

### Geología

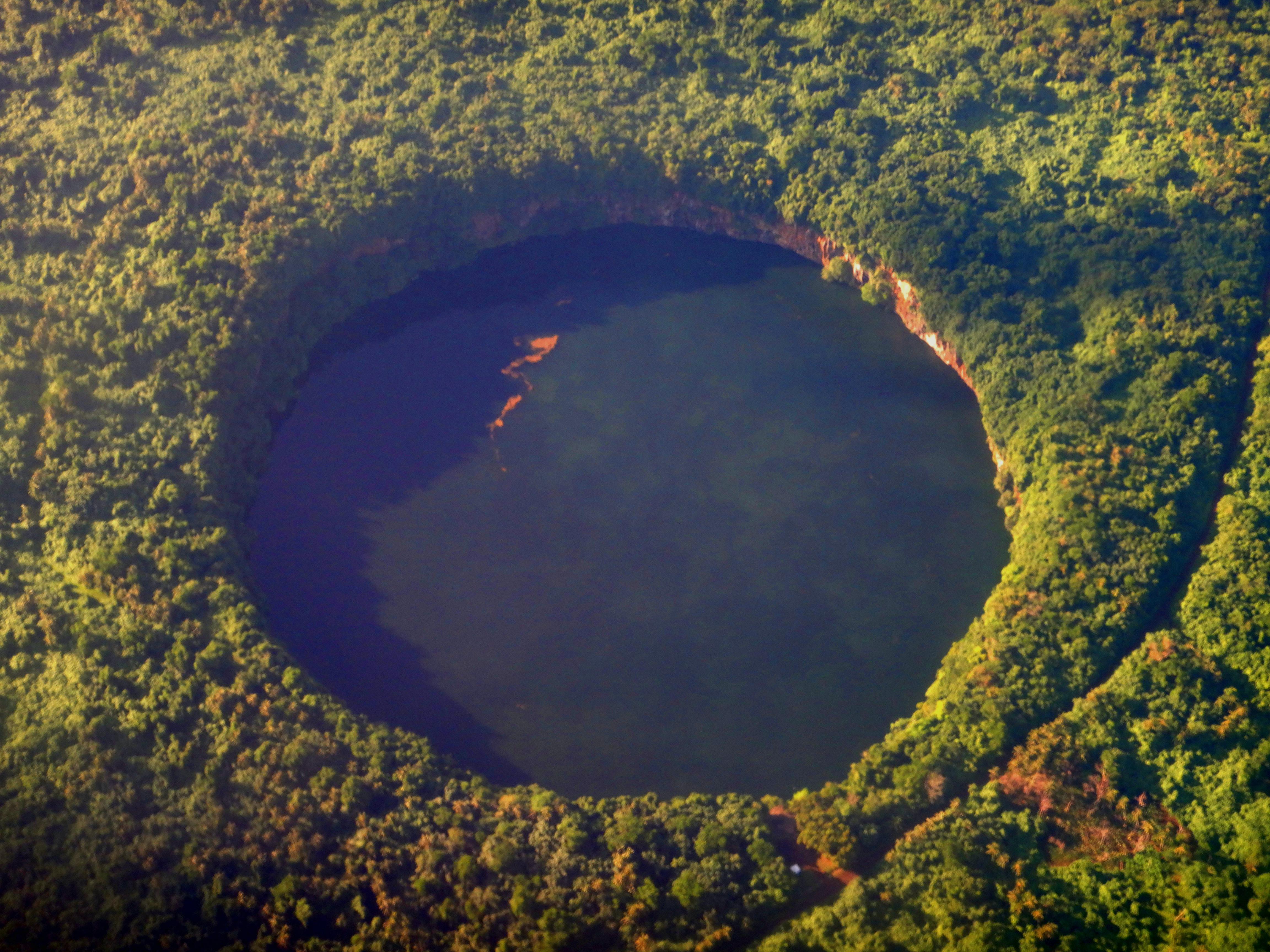
El cráter del lago Lalolao (lac Lalolao), Isla de Wallis

Las islas están cerca de la Zona de Falla de Fiyi, una de las más activas desde el punto de vista tectónico entre las placas australiana y del Pacífico, y debido a la falla que atraviesa Futuna y Alofi —algunos investigadores han identificado aquí la microplaca tectónica de Futuna— se producen regularmente terremotos en las islas. El terremoto más fuerte registrado fue de magnitud 6,5 en la escala de Richter y se produjo el 13 de marzo de 1993 con cinco muertos y veinte heridos. El terremoto más reciente (a 15 de noviembre de 2009) se produjo el 29 de septiembre de 2009. En las islas Wallis se registraron temblores de magnitud 5,2, pero en Futuna no se sintieron temblores. No se registraron víctimas ni daños.
Las islas más altas del grupo Wallis están formadas por lavas basálticas de olivino y piroclastos, excepto un cráter extinto en Uvea y las coladas de lava asociadas compuestas por andesitas de oligoclasa. Las islas bajas están compuestas por arena calcárea o son los restos colapsados de conos de toba y domos de lava. Las lavas de las islas Wallis pertenecen al grupo de lavas alcalinas de los volcanes del Pacífico Central.
La isla de Uvea se formó por una amalgama de coladas de lava procedentes de 19 cráteres volcánicos. A excepción de dos coladas de lava jóvenes que sólo están cubiertas por el suelo, la mayor parte de la isla está compuesta por coladas de lava de mediados del Pleistoceno. No se ha encontrado lava de edad intermedia.
La formación de las Islas comenzó en el Plioceno, con la formación de tres antiguos volcanes. Su actividad volcánica cesó en el Pleistoceno. Tras el cese del vulcanismo, las islas experimentaron un considerable levantamiento, de hasta 500 m s. n. m.

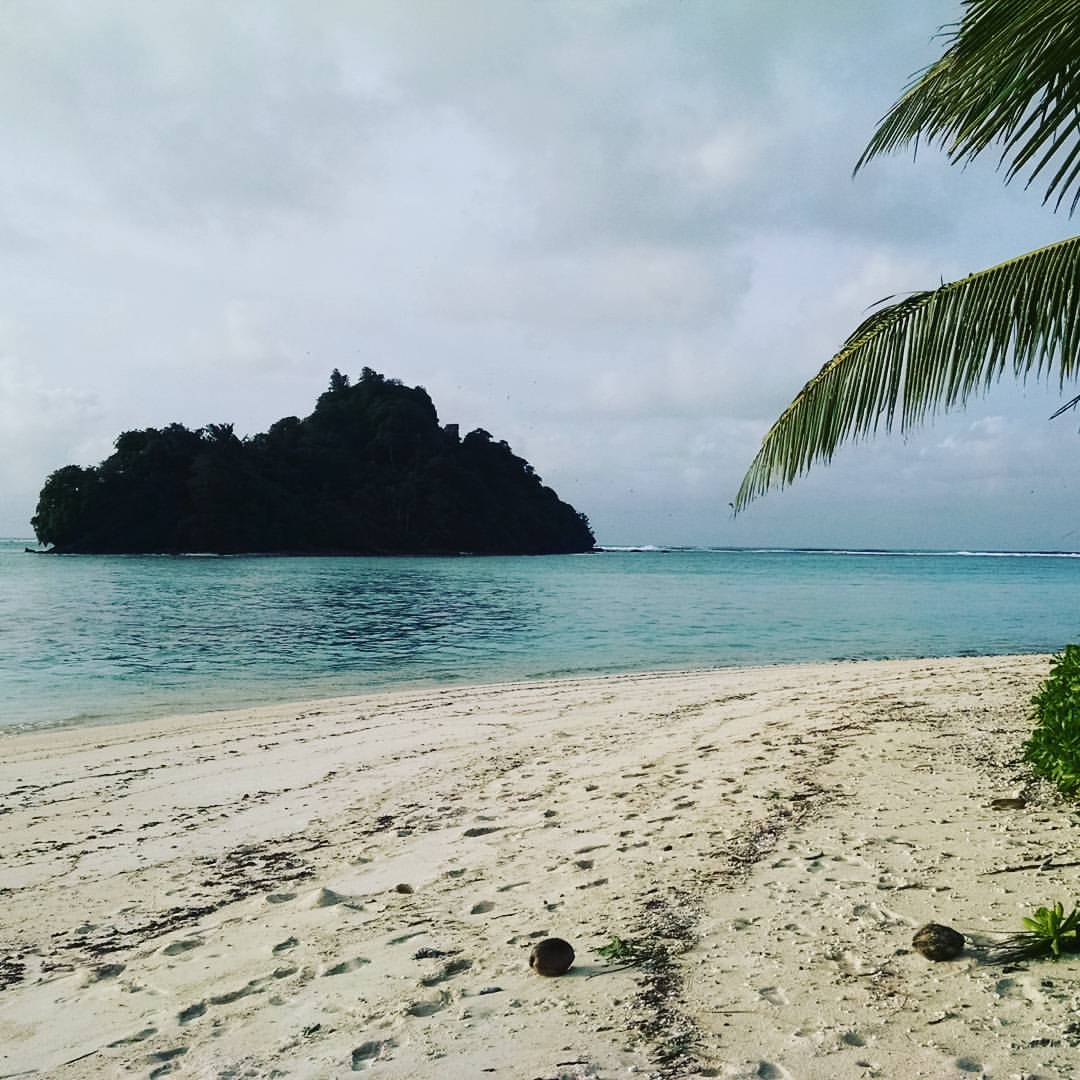
Islote Nukufotu en el norte de la Laguna de la Isla de Wallis

### Hidrografía y suelos
La red hidrográfica de la isla de Uvea está poco desarrollada. Hay siete lagos: Lano, Lalolalo, Lanumaha, Lanutawake, Lanutoli, Kikila, Alofiwai, que son grandes para los estándares locales. Todos ellos, excepto Lanutoli, son de agua dulce y llenan los cráteres de volcanes extintos, excepto Kikila, que es el más grande con 17,9 ha. También hay una veintena de marismas a lo largo de las costas norte y este. Hay muchos arroyos y manantiales cortos. 
La isla está cubierta de suelos lateríticos rojizos, ricos en óxido de hierro y alúmina, pero pobres en nitrógeno y fósforo y, por tanto, de baja fertilidad. Los mismos suelos son típicos de las otras islas volcánicas del grupo Wallis. El suelo de las demás islas del grupo es de arena carbonatada.
En Futuna hay unos 50 ríos cortos, los más grandes son Vainifao, Gutuwai, Vai Lassi y Leawa. El litoral es pantanoso. 
En Alofi no hay cursos de agua permanentes. Los suelos son similares a los suelos volcánicos de las Islas Wallis.

### Flora y fauna
En el pasado, las islas de Uvea, Futuna y Alofi estaban totalmente cubiertas de bosques naturales: una selva profunda en el interior y escasos bosques costeros. Sin embargo, estos han sido despejados para la agricultura, principalmente por y para la agricultura de tala y quema de secano que aún se utiliza. En 2009, el bosque primario cubría el 13 % de la isla de Uvea, el 23 % de la isla de Futuna y el 66 % de la isla de Alofi.

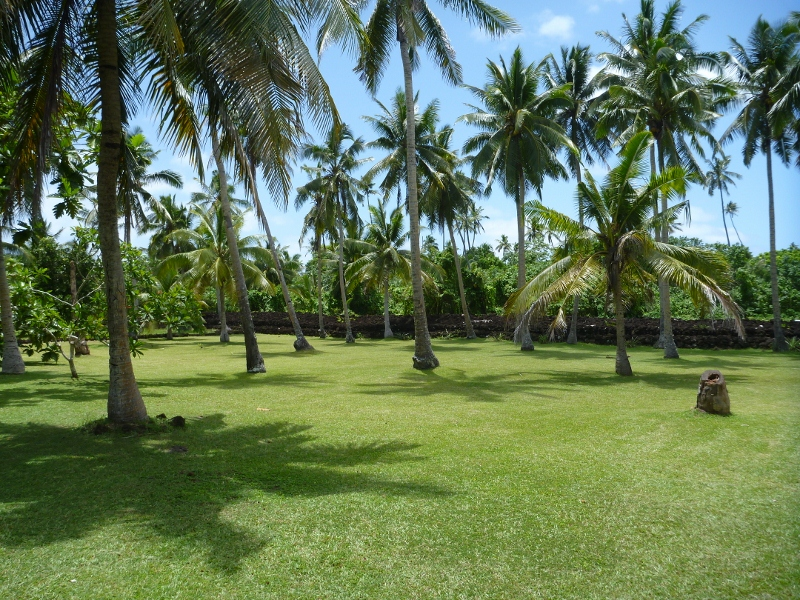
Cocoteros en la Isla Wallis

Los bosques húmedos tienen poca altura. El nivel superior raramente supera los 20 m con diámetros de tronco inferiores a 80 cm. Las especies no se distribuyen uniformemente, sino que dependen del tipo de suelo, calizo o no. En los bosques húmedos de las islas hay un total de 50 especies de plantas, entre ellas tres endémicas (Aglaia psilopetala, Medinilla racemosa, Meryta sp.). Los manglares aparecen en los bosques costeros en las pequeñas islas del grupo Wallis; en las arenas crecen psammophila, acacia, cocoteros y otros.
Los bosques secundarios se han formado en lugar de los primarios como resultado de la actividad humana y ahora ocupan el 44 % de la superficie total de las islas. Acalypha grandis, Decaspermum fructicosum, Hibiscus tiliaceus, Homolanthus nutans, Macaranga harveyana, Melastoma denticulatum, Morinda citrifolia, Scaevola taccada son los más comunes. La vegetación específica es la toafa: arbustos de helechos en suelos ferruginosos, representados principalmente por Dicranopteris linearis. A partir de 1974 se inició la forestación artificial con pino caribeño, que continúa en la actualidad. Las 30 hectáreas de bosque que rodean el lago Lalolalo forman la Zona de Conservación Wao-tapu,  traducida como "Bosque Sagrado" en la lengua local. Aquí se presta especial atención a las medidas de protección contra incendios y existen restricciones a la caza.

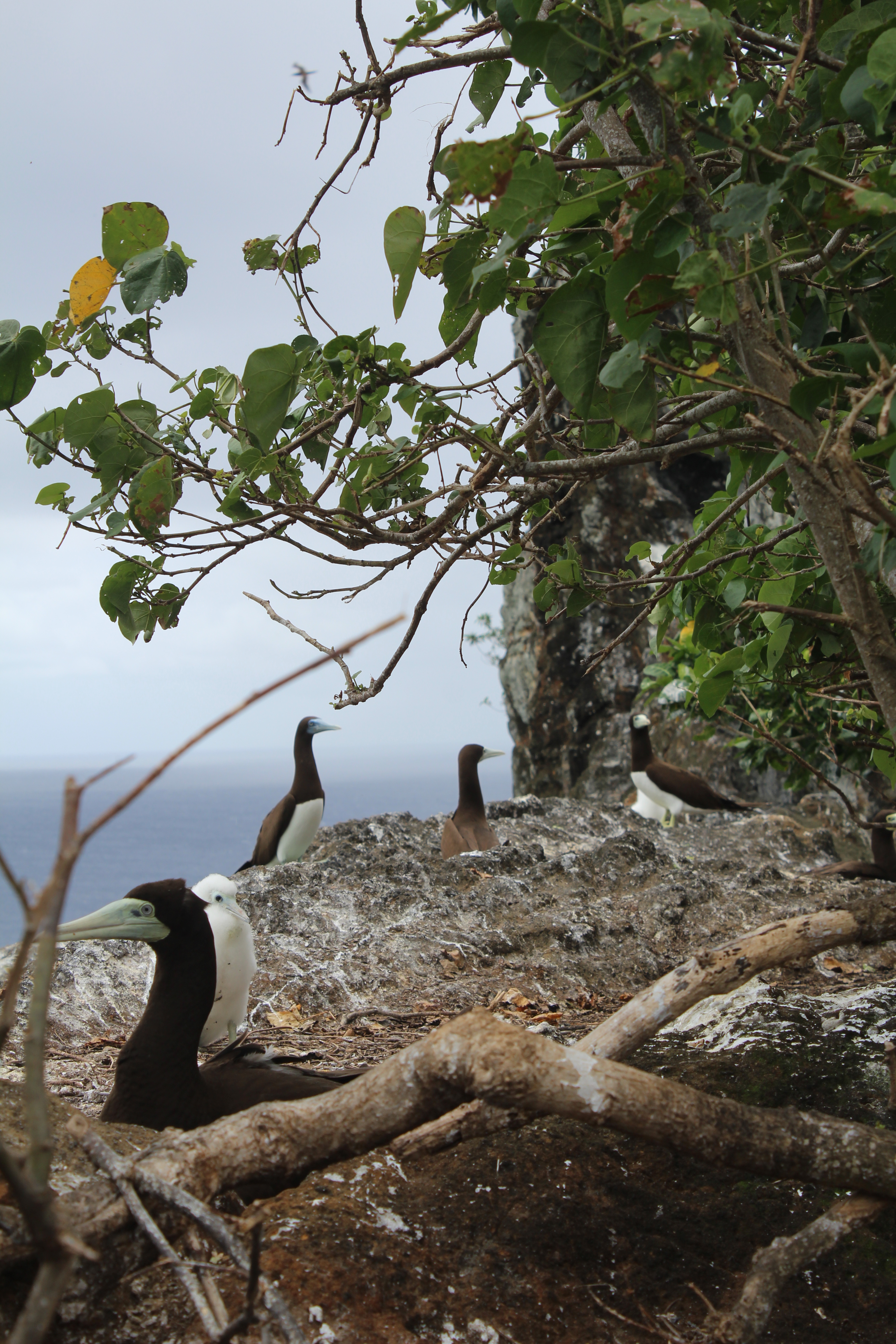
Nidos en Nukufotu un islote en el norte de Wallis que alberga diversidad de aves

La fauna terrestre es pobre. Aparte de los animales domésticos (gatos, perros, cerdos, pollos), se han registrado 37 especies de aves (entre ellas pastores, palomas, charranes, cormoranes, fragatas) en las islas, 27 de las cuales son residentes permanentes de las mismas. La zona alberga una especie autóctona de zorro volador (zorro alado), conocida como peka. Entre los reptiles, son comunes la iguana rayada de Fiyi (Brachylophus fasciatus) y tres especies de lagartos de la familia de los centelleadores del género Emoia: el Emoia polinesio (Emoia adspersa), el Emoia verde-azul (Emoia cyanura) y el Emoia tongana. Entre las especies endémicas de Futuna se encuentran el martín pescador blanco, la urraca silbadora de Polinesia y el raro loro ermitaño de cresta azul que se encuentra en Alofi. También se encuentran varias manadas de perros asilvestrados por las islas. Los jardines son a veces asolados por los caracoles. Abundan los insectos, especialmente los mosquitos, que pueden ser vectores del dengue.
La fauna marina es más abundante. La laguna de la isla Wallis sólo alberga dos peces venenosos: la raya y el pez de roca. Los tiburones son extremadamente raros.

## Economía
El PIB de Wallis y Futuna en 2005 fue de 188 millones de dólares, el PBI per cápita en el mismo año fue de 12 640 dólares, cuyo valor es menor a todos los territorios de ultramar francés excepto Mayotte, y superior a todos los estados insulares independientes de Oceanía.
La economía del territorio esta limitada a la agricultura de subsistencia, con el 80 % de la población trabajando en la agricultura (cocoteros y vegetales), ganadería (porcina principalmente) y pesca. Cerca del 4 % de la población es empleada en el gobierno. Los principales ingresos provienen de los subsidios del gobierno francés, licencias de pesca otorgados a Japón y Corea del Sur, impuestos por importaciones y las remesas de los trabajadores expatriados en Nueva Caledonia.
El producto interno bruto en 1995 fue de 28,7 millones de US$, cerca de 2000 US$ per cápita. El territorio tiene ingresos de cerca de 20 millones de US$ anuales, contra gastos por 17 millones de US$. Las principales industrias del territorio son la copra, utensilios, pesca y la madera. La producción de alimentos incluye el fruto del árbol del pan, plátanos, cocos, cerdos y ovejas. En 2007, se importaron 67 millones de dólares de productos básicos (alimentos, productos manufacturados, combustible, ropa), provienen principalmente de Francia, Singapur, Australia y Nueva Zelanda.
El territorio utiliza el Franco CFP, al igual que los otros territorios franceses en el Pacífico: Nueva Caledonia y la Polinesia Francesa. El Franco CFP está atado al Euro a una tasa de 1000 XPF = 8,38 Euros. Wallis y Futuna también obtiene benficios de Internet gracias a su dominio .wf.

### Comercio

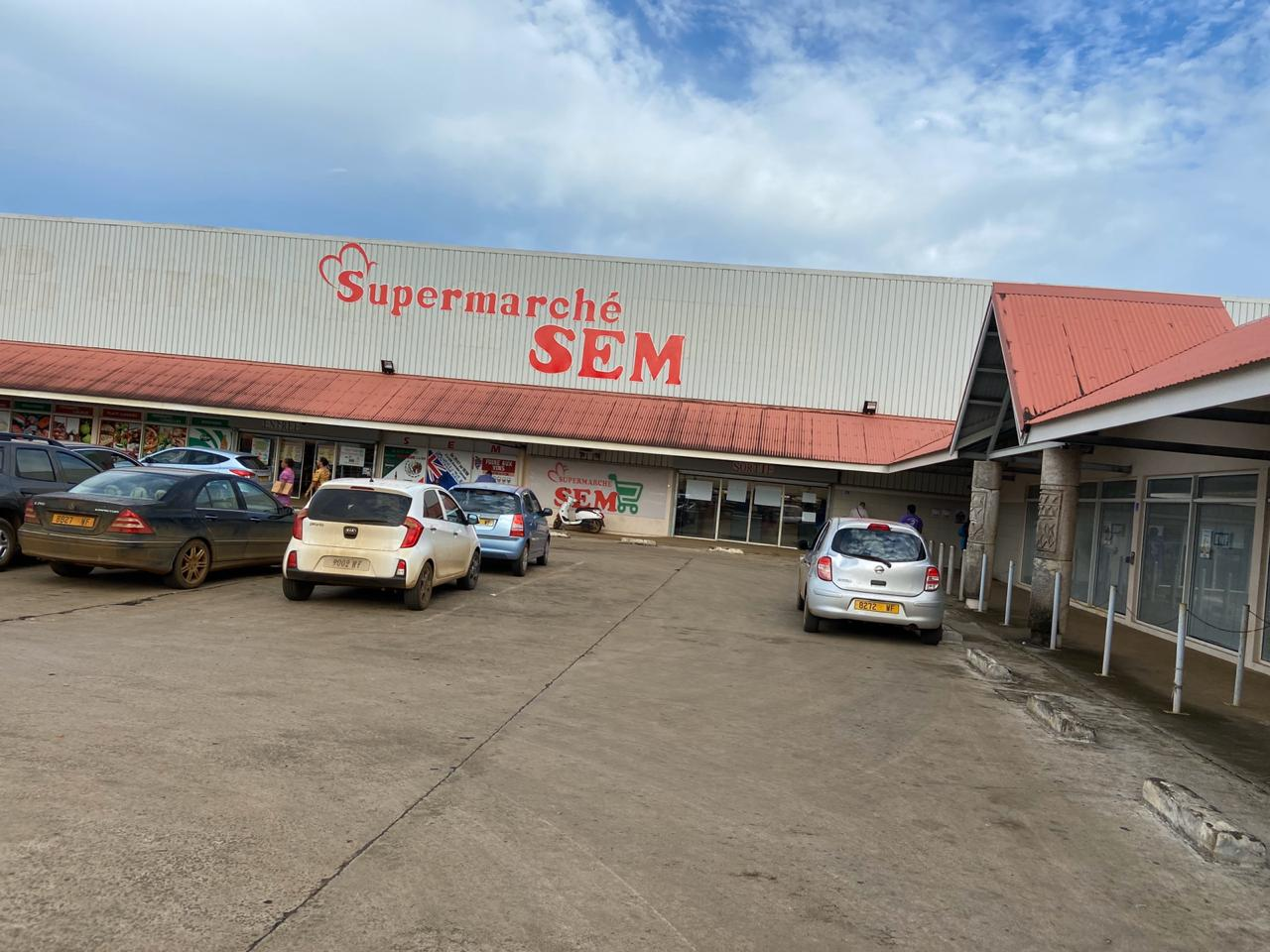
Un supermercado de Mata Utu

En el siglo XIX, los barcos europeos empezaron a comerciar con los isleños, y los comerciantes europeos y chinos establecieron puestos comerciales y tiendas. En particular, comerciaban con la copra, que se convirtió en el principal recurso exportado por las islas. Al permitir el abastecimiento de las islas con productos manufacturados y recursos externos, estos comerciantes desempeñaron rápidamente un importante papel político y algunos se involucraron en la política local: es el caso de la familia Loste —establecimientos Ballande— o de la familia Brial, firmemente establecida en los asuntos locales.
La economía de Wallis y Futuna se basa en la donación de bienes en el seno de las familias: esto dificulta la venta y la obtención de beneficios, ya que los miembros de la familia acuden regularmente a pedir productos o a comprar a crédito sin devolverlos. Esta situación se da en gran parte de Oceanía y los antropólogos la denominan "dilema del comerciante". Esto explica que la mayoría de los comerciantes sean de origen extranjero, al no estar sujetos a las obligaciones consuetudinarias familiares.
Varios intentos de crear un mercado central en 1976, 1981 y 1987 fracasaron, porque para los locales, regalar el fruto del trabajo es motivo de orgullo y venderlo es sinónimo de vergüenza. El valor de un individuo se mide no por la riqueza que posee, sino por su capacidad de ofrecer bienes en grandes cantidades. Así, la sociedad local no practica la acumulación de riqueza ni el acaparamiento.

### Asalariados y empleo público
Desde 1961 y la transición de protectorado a territorio de ultramar, la administración francesa se instaló en las islas y ha empleado a muchos habitantes en los distintos servicios públicos locales.
Desde 1976, el empleo público ha aumentado considerablemente, pasando de menos de 400 puestos de trabajo no de mercado para 4000 trabajadores a más de 1070 para 1800 puestos de trabajo en el sector de mercado. Mientras más de 300 nuevos jóvenes abandonan el sistema educativo cada año, apenas se crean más de 15 nuevos puestos de trabajo. Además, este elevado desempleo se ve compensado por un éxodo masivo de la población, especialmente de los jóvenes que prueban suerte en Nueva Caledonia, Australia o directamente en la Francia metropolitana.

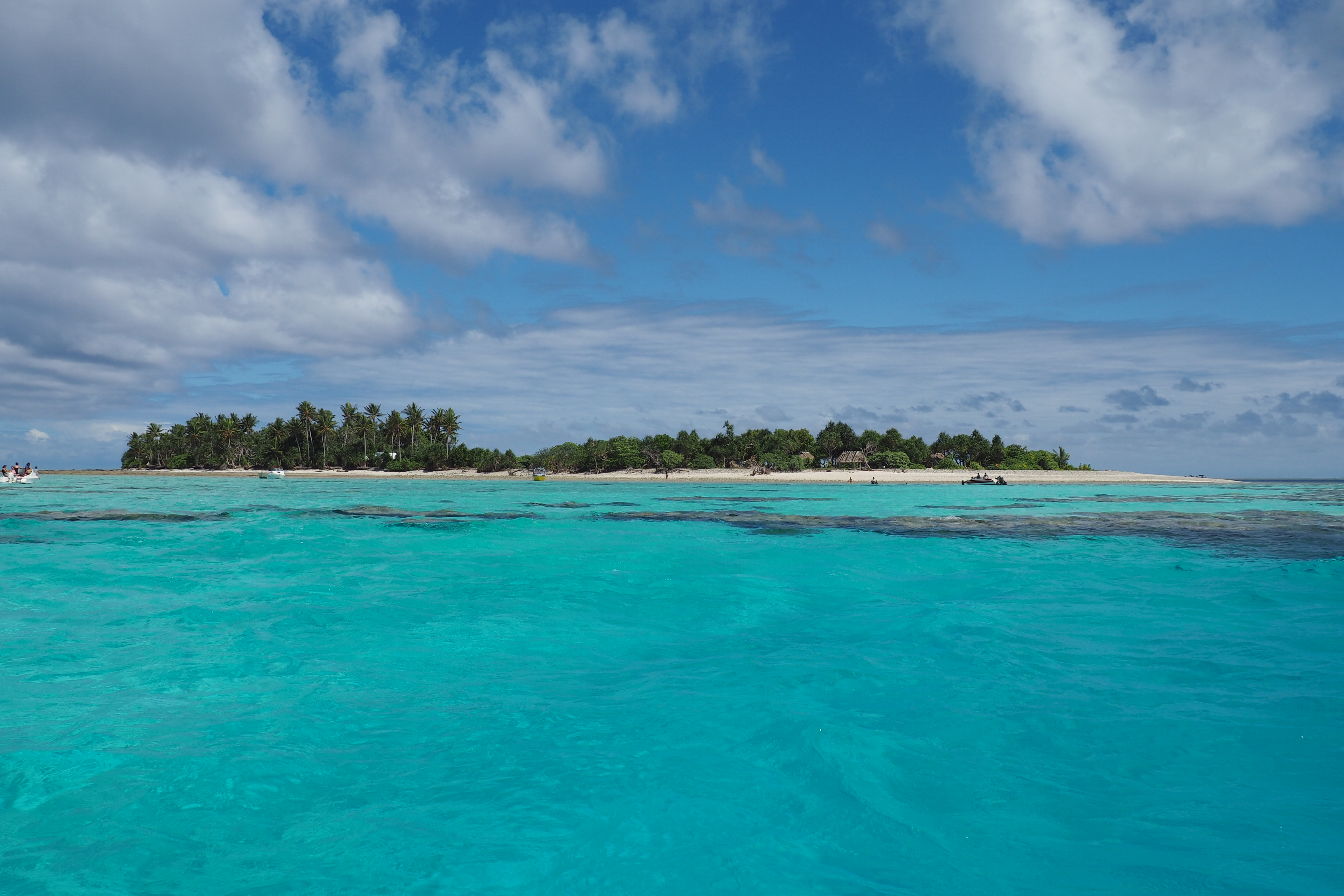
Las aguas cristalinas frente al islote de la passe (L'îlot de la passe), Wallis y Futuna

### Turismo
La actividad turística en el Territorio sigue siendo muy escasa. Esto se debe principalmente al aislamiento de las islas Wallis y Futuna, así como a la falta de inversión exterior en las islas y al acceso limitado al crédito bancario. Al mismo tiempo, el territorio tiene ciertas ventajas:  
- Los isleños llevan un auténtico estilo de vida tradicional y celebran grandes reuniones y ceremonias.
- Los paisajes naturales de las islas están bien conservados: los lagos de cráter, las islas y las lagunas de las islas Wallis, los bosques y las playas resultan muy atractivos.
- El patrimonio cultural también es grande, con enterramientos tonganos en Wallis y la tumba del Padre Chanel en Poi, en Futuna.

Sin embargo, estas ventajas se aprovechan poco y, hasta ahora, lo único que ofrecen las islas a los turistas es un campo de golf de seis hoyos, un club de buceo y un aeroclub para aviones ultraligeros.
Sólo hay seis hoteles en las islas, cuatro en Uvea y dos en Futuna, y apenas pueden alojar a 140 personas. Los clientes de los hoteles son principalmente profesionales y hombres de negocios.

## Infraestructura

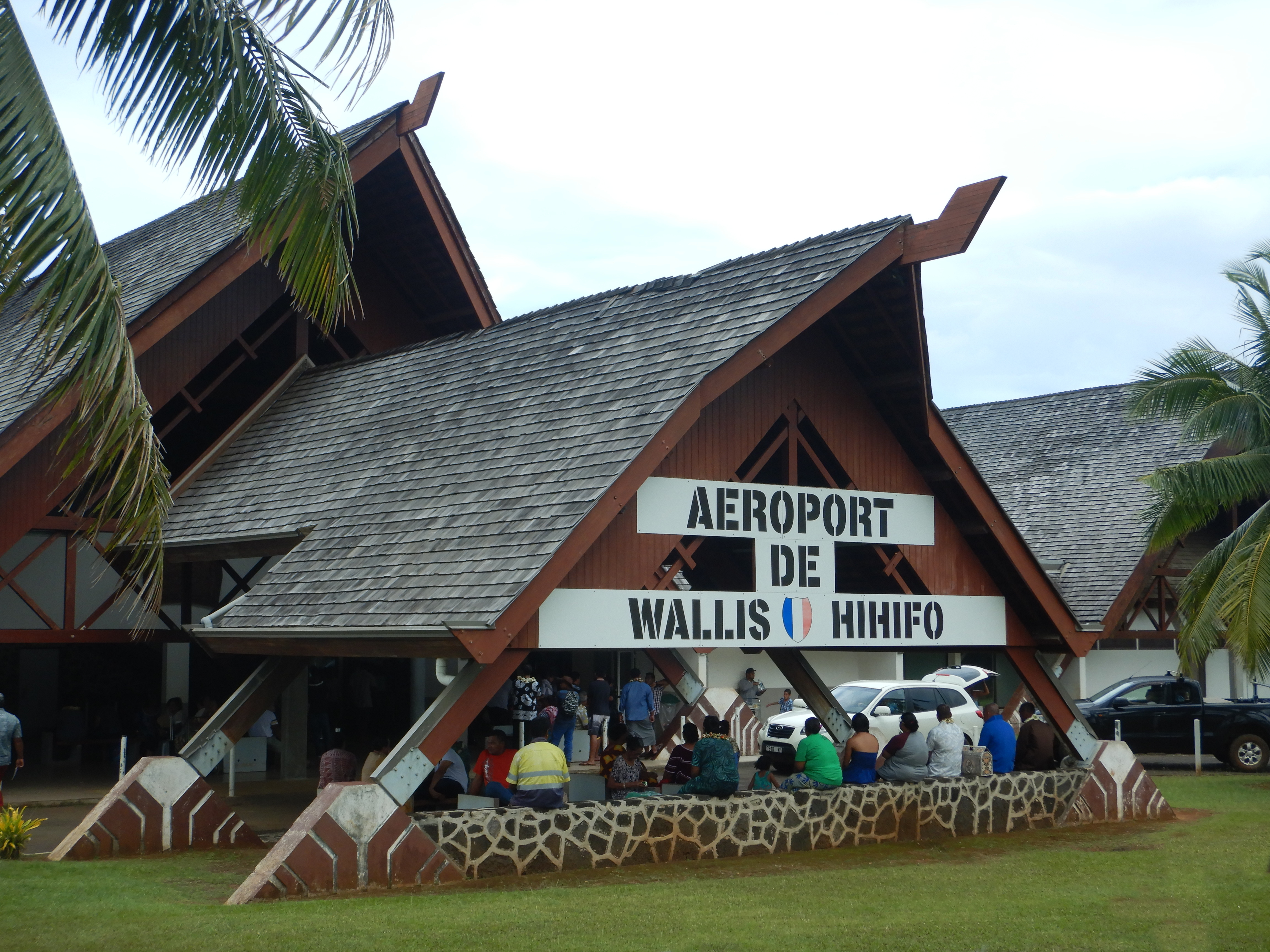
Aeropuerto de la Isla de Wallis

En la isla de Wallis existen cerca de 100 km de carreteras, 16 pavimentados, mientras que en Futuna solo hay 35 km, ninguno pavimentado. El territorio cuenta con dos puertos, Leava en la isla de Futuna, y Mata-Utu, el cual alberga a la marina mercante consistente de tres barcos totalizando 92 060 GRT, con dos barcos de pasajeros y un petrolero. En lo que respecta a la comunicación aérea, en la isla Wallis se encuentra el aeropuerto de Hihifo, que cuenta con una pista pavimentada de 2000 m de largo, y en Futuna el aeropuerto de Pointe Vele, ambos comunicados entre sí.

### Transporte marítimo
Hay tres puertos marítimos: Mata Utu (mercancías) y Halalo (combustible) en la isla de Uvea; Leawa en la isla de Futuna. La zona de Wallis y Futuna está atendida por tres compañías navieras: Moana Navigation (Moana Shipping, desde 2001 con oficina en Mata Utu), Pacific Direct Line (con sede en Auckland, Nueva Zelanda) y Sofrana (visita las islas cada 25 días). Las dos primeras empresas tienen un acuerdo de colaboración y prevén el flete del buque Soutern Moana, un barco de 5320 toneladas que navega bajo pabellón de Italia (visita las islas cada 20 días). Desde 2007, las tres compañías utilizan un único buque, el Southern Pasifika, que puede recibir 512 contenedores (con escalas cada 24 días). Salvo algunas excepciones, todos los barcos que hacen escala en las islas Wallis también lo hacen en Futuna.

### Transporte aéreo
Debido al aislamiento de las islas, el transporte aéreo es importante. Tanto los vuelos externos como los internos son operados por una sola compañía, Air Calédonie International (Aircalin). El único aeropuerto internacional del Territorio, Hijifo, está situado en el norte de la isla de Uvea. La longitud de la pista permite acoger aviones como el Airbus A320. La isla de Futuna cuenta con un aeropuerto local –en el Cabo Vele– con una pista de tierra de 1100 m. Está prevista la renovación de este aeropuerto.

### Transporte terrestre
Todas las aldeas están conectadas por carreteras de distintos niveles, en su mayoría trazadas a lo largo de la costa. La longitud total de las carreteras es de 120 km, 100 km en Uvea y 20 km en Futuna, de los cuales sólo 16 km en Uvea están pavimentados.

## Demografía
Según el censo de 2008,
la población del territorio de Wallis y Futuna es de 13 445 habitantes. En el año de 2003 esta cifra era de 14 944 personas, disminuyendo la población en esos 5 años 1499 habitantes, cerca del 10 %. La disminución en la población se viene observando desde 1969, año en el que se hizo el primer censo. La población en la isla de Futuna disminuye más rápidamente que en la isla Wallis, llegando a dismiunir un 15,8 % en la primera y 5,1 % en la segunda. Las principales razones de esta disminución son la baja tasa de natalidad y la gran masa de migración, principalmente hacia Nueva Caledonia. La migración se da principalmente por mejor mercado de trabajo y mejor educación. Sin embargo según algunas predicciones la población no disminuirá hasta 2050, donde ascenderá a los 15 100 habitantes.
La ciudad más grande es Mata-Utu, con cerca de 1126 habitantes además de ella, hay otras 35 localidades. En 2008, había 6669 hombres (49,60 %) y 6776 mujeres (50,40 %). La población de Wallis y Futuna estaba formada por 3100 familias, habiendo 4,3 personas por cada familia. Según datos del mismo censo (2008), el 41 % de la población tenía menos de 19 años, el 47,7 % eran adultos (de 19 a 59 años) y 11 % eran mayores de 60 años. La esperanza de vida al nacer era de 74,3 años, 73,1 para los hombres y 75,5 para las mujeres.

### Evolución de la población

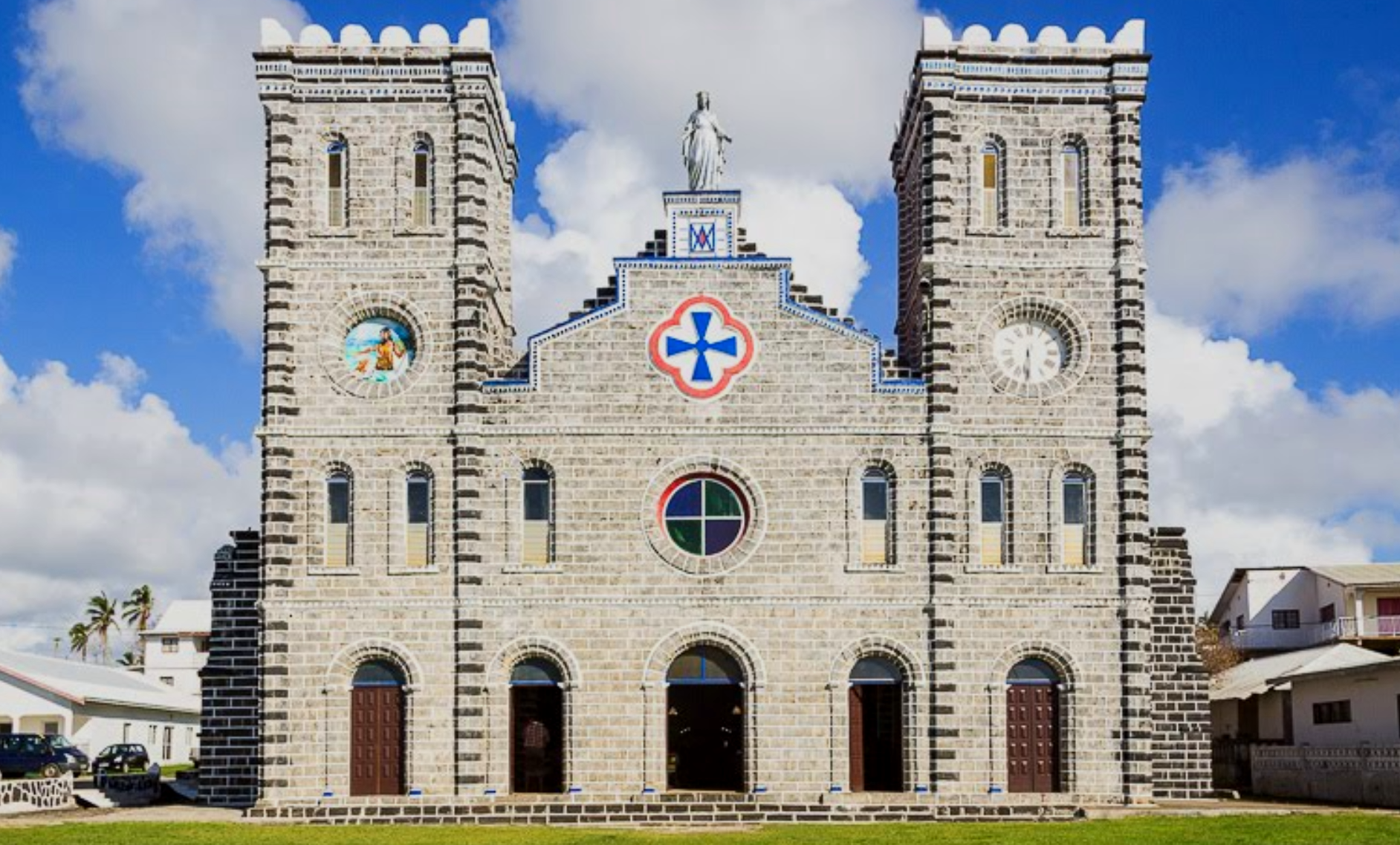
Catedral de Nuestra Señora de la Asunción en Mata Utu (Cathédrale Notre-Dame-de-l'Assomption de Mata-Utu)

| 8546 | 9192 | 12 408 | 13 705 | 14 166 | 14 944 | 13 484 | align="center" \| 11 151 \|\| |  |  |  |  |  |
|      |      |        |        |        |        |        |                               |  |  |  |  |  |

### Religión
La religión de la mayoría de los habitantes de Wallis y Futuna es el Cristianismo, especialmente en su forma católica, desde que los misioneros maristas convirtieron a las islas en los años 1840 y 1842 a casi el 100 % de la población. La religión tradicional ha sido suplantada por el catolicismo, que ha incorporado muchos elementos de las creencias locales y se ha adaptado a la costumbre. La religión desempeña un papel importante en la vida cotidiana de la población y se ha integrado en la cultura local. El cristianismo ha sustituido a las deidades de la religión tradicional, sin destruirla por completo: se ha producido una cierta aculturación o sincretismo. Las fiestas religiosas impregnan la vida cotidiana y son la ocasión de las ceremonias habituales (katoaga). La misión católica también desempeña un importante papel político junto a los jefes consuetudinarios. La situación jurídica especial que confiere el estatuto de 1961 a este territorio reconoce el papel de la religión. La presencia de otras iglesias cristianas es minoritaria.
La construcción de las iglesias de la zona puede considerarse todo un arte. Todas son diferentes entre sí, en su mayoría de piedra volcánica y muy coloridas. Están presentes en todos los distritos y en todos los pueblos. Las piedras están todas talladas a mano. En Wallis hay unos 26 monumentos religiosos y en Futuna, 22. Son los únicos monumentos imponentes del territorio y forman parte del patrimonio cultural. La diócesis de Wallis y Futuna (diocèse de Wallis-et-Futuna) cuenta con una catedral, situada en Mata Utu (Wallis), y una basílica dedicada a Pierre Chanel en Poi (Futuna).
La religión cristiana católica fue reconocida oficialmente por el artículo 3 del Estatuto de Wallis y Futuna cuando el protectorado se convirtió en territorio francés de ultramar en 1961: "la República garantiza a las poblaciones del territorio de las islas Wallis y Futuna el libre ejercicio de su religión, así como el respeto de sus creencias y costumbres en la medida en que no sean contrarias a los principios generales del derecho y a las disposiciones de la presente ley". La ley no especifica qué especificidades religiosas se garantizan, pero en 1966, el diputado René Ribière y el senador Henri Loste consiguieron que el Estado francés financiara las escuelas católicas, argumentando que la misión católica realiza una labor de interés general y cumple así el papel del Estado en el desarrollo del territorio. En 1967, el ministro de Ultramar, Pierre Billotte, consideró que la situación era temporal y que sería necesario pasar a la enseñanza pública en los próximos años. Sin embargo, esto no ocurrió y el Estado acabó financiando la enseñanza secundaria pública, mientras que la primaria siguió en manos del sector privado católico.
En 1998, el religioso Robert Laufoaulu fue elegido senador de Wallis y Futuna; fue el primer senador miembro de una congregación católica bajo la Quinta República.

### Idiomas

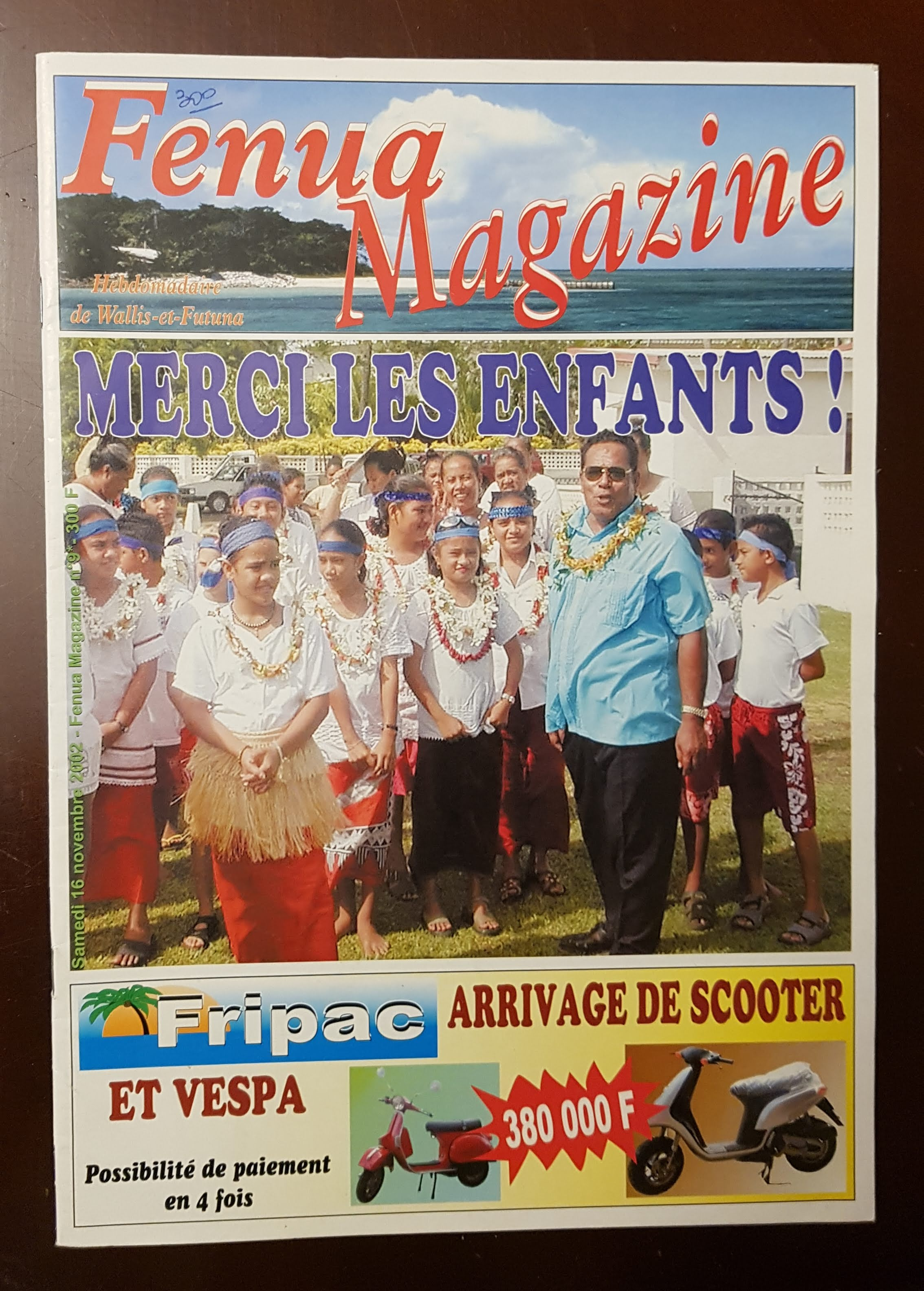
La revista Fenua de Wallis y Futuna escrita en francés

Según datos del censo 2008, entre la población cuya edad era superior a 14 años, el 60,2 % de las personas informaron que el idioma materno es el walisiano, el 29,9 % es futuniano y el 9,7 % que su idioma es el francés. En la isla Wallis, el walisiano es el idioma más hablado (86,1 %), seguido por el francés (12,1 %) y el futuniano (1,5 %). En la isla de Futuna, el futuniano es hablado por unos 94,9 %, el francés por 4,2 % y el walisiano por apenas 0,8 %.
En el mismo censo de 2008, el 88,5 % de las personas mayores de 14 años pueden hablar, leer y escribir wallisiano o futuniano, mientras que el 7,2 % no tiene conocimiento de ninguno de los dos idiomas. El 78,2 % eran capaces de hablar, leer y escribir en francés, mientras que el 17,3 % no saben nada del idioma, de la misma manera, en la isla de Futuna, el 71,6 % saben francés, mientras que el 24,3 % no. A pesar de ser menos hablado, el francés (por fines administrativos) es el idioma oficial.

### Educación
La enseñanza primaria en Wallis y Futuna depende de la Direction de l'Enseignement Catholique (Dirección de Educación Católica), que es una estructura privada bajo supervisión del estado. La educación secundaria está gestionada por un Vicerrectorado. La única enseñanza superior disponible en el territorio es la sede del IUFM (Institut universitaire de formation des maîtres o Instituto Universitario de Formación del Profesorado) del Pacífico en Wallis.
El territorio cuenta con 18 escuelas primarias, seis centros de enseñanza media, un instituto de enseñanza general con el instituto de las Islas Wallis y Futuna y un instituto agrícola.
La proporción media de alumnos por profesor es de 10,4, con, en 2011, 570 miembros del personal educativo, incluidos 397 profesores, para 4111 alumnos.
En términos educativos, el Territorio tiene el estatus de vicerrectorado. Sin embargo, la enseñanza primaria está totalmente controlada por el Estado. En el marco de una misión de servicio público, la diócesis católica de Wallis y Futuna, a través de un acuerdo en el que el Estado financia todos los gastos relacionados con esta educación, tanto profesores como costes de funcionamiento, las escuelas se construyen en el dominio público comunitario de los pueblos según el derecho consuetudinario y bajo el control de los reyes, quienes definen el uso del suelo.
Según el censo de 2003, el 40 % de la población total está escolarizada, con todos los niños hasta los 14 años escolarizados y el 90 % de los residentes están escolarizados. Las clases en los pueblos son muy numerosas y todos los niños no asisten con regularidad, especialmente las niñas, que ayudan a los adultos en las tareas domésticas. La enseñanza es sólo en francés, aunque se están dando los primeros pasos para enseñar a los niños en sus lenguas maternas. La primera escuela de las islas se abrió en 1847 en Lano, que era un seminario menor.
Hay liceos y varias escuelas superiores que imparten educación tecnológica y profesional general, en consonancia con el CETAD (Centro de Educación Técnica y Desarrollo).

### Salud
El sistema sanitario depende totalmente de la Agencia de Salud de Wallis y Futuna (l'Agence de santé de Wallis-et-Futuna). La agencia cuenta con más de 180 empleados, incluido un médico de reanimación y siete médicos especialistas, que trabajan en dos hospitales y tres clínicas. Todos los cuidados son pagados por el Estado. La asignación estatal en 2011 fue de 2900 millones de francos CFP (aproximadamente 24,3 millones de euros).
Como las instalaciones sanitarias son limitadas en el Territorio, algunas operaciones requieren la evacuación de los pacientes a Nueva Caledonia, o incluso a la Francia continental o a Australia. 637 personas se beneficiaron de la evacuación médica (evasan) fuera del Territorio en 2011 y 960 en 2017. En 2017, se firmó un acuerdo con la Caisse Nationale d'Assurance Maladie des salariés y la agencia sanitaria de Wallis y Futuna, para que los pacientes de Wallis y Futuna puedan beneficiarse del reembolso de sus cuidados en la Francia continental. Sin embargo, las evacuaciones médicas a la Francia metropolitana son minoritarias: la mayoría de los pacientes son trasladados desde Futuna a Wallis o Nueva Caledonia.
En abril de 2020, Wallis y Futuna fue el único territorio francés que no se vio afectado por la pandemia de COVID 19. El 16 de marzo, las autoridades decidieron detener los vuelos de pasajeros procedentes de Nueva Caledonia y prohibir las reuniones de más de 100 personas, pero no se confinó a la población. Sólo se transportaba carga a la isla por aire y por mar. La población de las dos islas está especialmente expuesta: "el 80 % de los habitantes tiene sobrepeso, el 20 % es diabético y las enfermedades cardíacas son muy frecuentes". Además, los recursos sanitarios son muy insuficientes para hacer frente a una epidemia de coronavirus. La agencia sanitaria no puede analizar los casos de covid-19 y las muestras deben enviarse a Nueva Caledonia para su análisis.
Sin embargo, la crisis del covid-19 tuvo un impacto en Wallis y Futuna. Aunque el virus no circuló en el territorio, las autoridades decidieron cancelar todas las fiestas parroquiales para el año 2020, y dos tercios de los estudiantes de secundaria de Futuna matriculados en Wallis no regresaron tras las vacaciones de primavera, que se prolongaron una semana. Por último, el Territorio depende del exterior para el suministro de medicamentos, que pueden agotarse temporalmente. El territorio también está cerrado a los lugareños que permanecen en Nueva Caledonia y que desean permanecer en el territorio; a finales de abril se organizaron traslados en crucero de la compañía Ponant para repatriar a 300 personas.
El Territorio cuenta con un total de 79 médicos, de los cuales 46 son enfermeros. Toda la atención médica es gratuita. Además, desde 1981, Francia se ocupa de ayudar a las personas mayores. La asignación mensual garantizada es de 66 725 francos CFP, es decir, 559,16 euros.
La atención médica tradicional la prestan principalmente las mujeres, que realizan masajes con aceites locales, mezclas, etc. Son sobre todo los curanderos locales los que atienden los partos. Según la Organización Mundial de la Salud, las enfermedades no transmisibles más comunes en las islas son la diabetes, la obesidad, el reumatismo/podagra y las enfermedades dentales. Las enfermedades transmisibles son la leptospirosis, la brucelosis, el dengue, la filariasis, la tuberculosis, la lepra, la hepatitis B, la disentería y la salmonelosis.

### Emigración a Nueva Caledonia

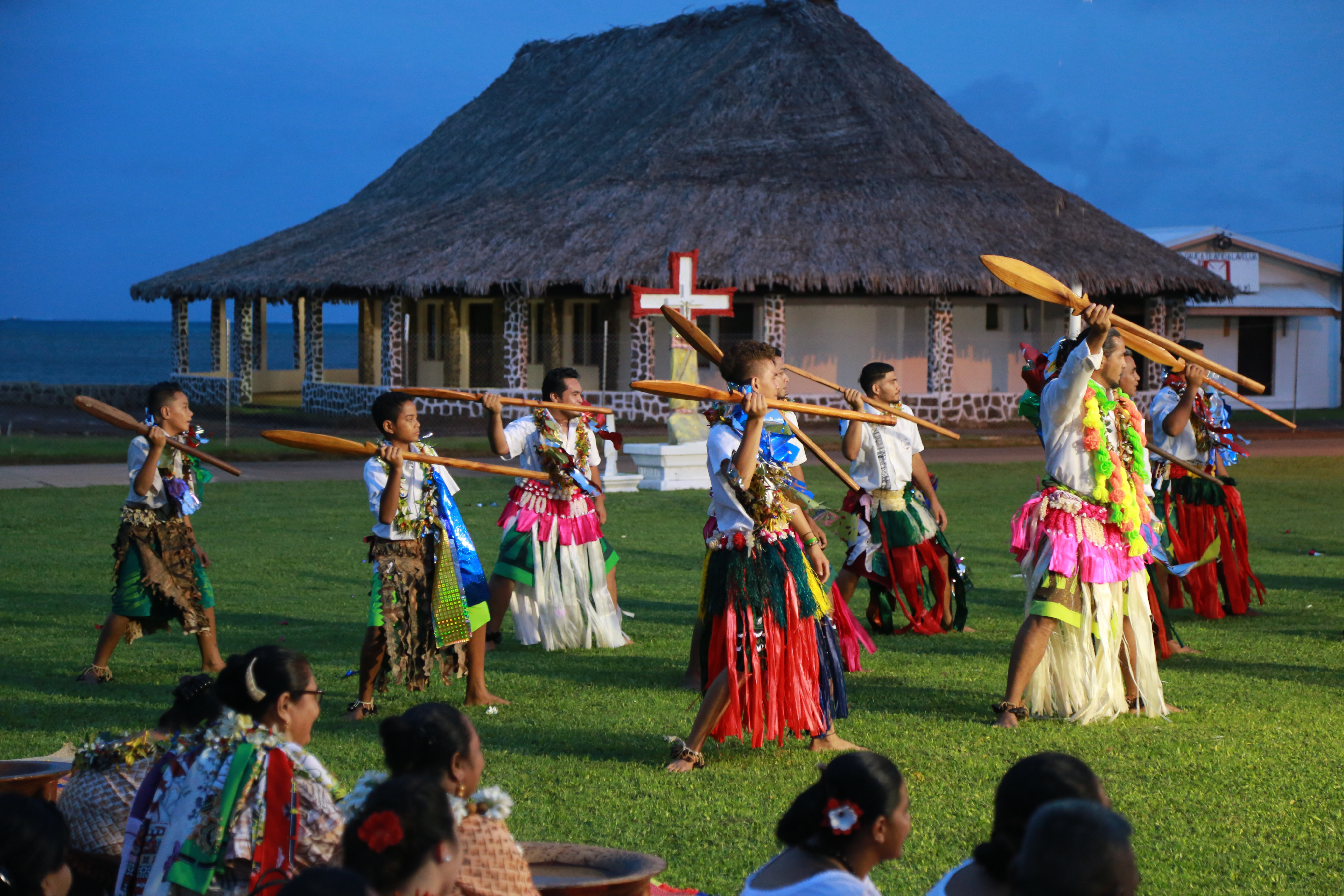
Habitantes de Wallis durante una festividad local

El aumento de la población y el encuentro con la sociedad de consumo occidental provocaron una fuerte emigración de locales deseosos de mejorar sus condiciones de vida. Supervisada por las autoridades religiosas y consuetudinarias, se inició en 1947 hacia Nueva Caledonia y las Nuevas Hébridas. En 1956, la diáspora local en Nueva Caledonia era de 1200 personas, cifra que aumentó a 5500 individuos en 1969 y a 14 186 en 1989.
El crecimiento demográfico en Wallis y Futuna es el más fuerte de la segunda mitad del siglo XX: entre 1969 y 1990, la población aumentó un 90 %. El periodo 1976-1983 es el de mayor crecimiento, con una tasa media anual del 4,4 % Esto se debe al regreso de los emigrantes de las islas desde Nueva Caledonia a causa de la crisis económica. Esta emigración se reanudó la década siguiente y no se detuvo.

### Disminución de la población
El crecimiento natural de Wallis y Futuna ya no compensa su emigración: entre 2003 y 2008, las dos islas perdieron el 10 % de su población.
Muchos habitantes abandonan las islas, de modo que hay más nativos de Wallis y Futuna en Numea (Nueva Caledonia) (17 763 personas) que en la propia Wallis y Futuna. Varios miles de personas residen también en la Francia metropolitana (incluidos militares, jugadores de rugby, sus familias y estudiantes) y en la Polinesia Francesa. Muchos jóvenes abandonan sus islas natales en busca de empleo.
El fuerte descenso observado entre 2008 y 2018 (1887 habitantes perdidos en diez años, un -14 %) es el resultado de la disminución de la natalidad y de la importancia de la emigración en un territorio sin oportunidades (educación superior y empleo reducido), lo que conlleva un envejecimiento de la población y una reducción del tamaño de los hogares.
Este descenso de la población ha sido constante durante 15 años, aunque su ritmo se está ralentizando: entre 2003 y 2008, la población disminuyó un 10,03 %, un 9,28 % entre 2008 y 2013 y un 5,24 % entre 2013 y 2018. La razón de este descenso, aparte de la tasa de natalidad de 1,75, que está por debajo del umbral de renovación, es la salida masiva de jóvenes, que se trasladan cada vez más a Nueva Caledonia o a la Francia continental para cursar estudios superiores o encontrar un trabajo, ya que las oportunidades de empleo son limitadas a nivel local. Todos los distritos se han visto afectados por el descenso demográfico.

## Cultura

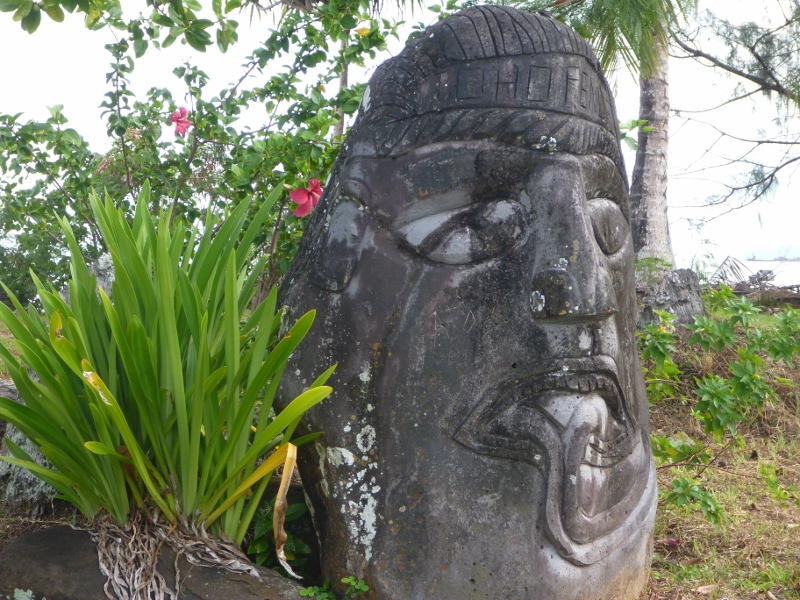
Escultura de Piedra en Wallis y Futuna

### Organización social
Las jerarquías tradicionales siguen existiendo en las islas.
Existe una división del trabajo por género. Las mujeres trabajan principalmente en la agricultura y en la crianza de los hijos. Sólo un pequeño número de mujeres trabaja en las instituciones del Estado y un número considerable de altos cargos del Gobierno y de la sociedad están ocupados por mujeres.
La unidad básica de la sociedad es la familia compuesta. El hogar de una familia compleja suele estar formado por varias casas, en las que viven los hermanos y sus cónyuges. Cuando una pareja joven se casa, se incorpora al hogar de una de sus familias. Sin embargo, rara vez se construyen nuevas viviendas. El hogar suele estar encabezado por el padre o el hijo mayor, aunque a veces la hermana mayor asume este papel. La alimentación y otras cosas, la crianza de los hijos, se reparten por igual entre los miembros del complejo familiar. Especialmente reverente es la actitud de estas familias hacia los niños pequeños.
Los matrimonios se crean sólo con el consentimiento de la familia y se formalizan por la iglesia. Los primeros matrimonios en las islas fueron concertados por misioneros que educaron a niños y niñas fuera de sus familias. Hoy, los jóvenes se conocen en el instituto y las familias bendicen o desaprueban la amistad. También se celebran matrimonios civiles, pero no son aprobados por las familias ni por la iglesia. Los niños nacidos fuera del matrimonio son criados por tías y abuelas.

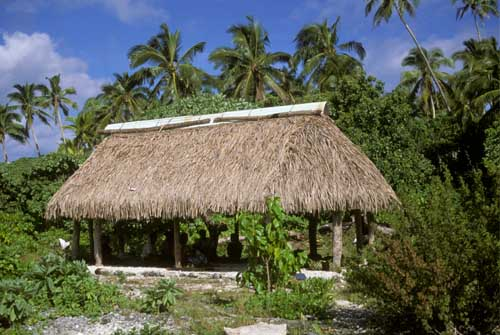
Casa tradicional en Faioa

### Casas y otras estructuras
En las islas hay un total de 3467 viviendas (320 de ellas vacías), según el censo de 2008. La mayoría de las casas de Uvea están construidas de hormigón y cubiertas de chapa ondulada. Sin embargo, todavía se encuentran viviendas tradicionales con paredes de hojas de pandanus y techos de paja.
Los pisos de las viviendas pueden tener varios niveles, y la gente prefiere sentarse en el suelo. La comida suele cocinarse al aire libre. Sólo hay aseos en los edificios nuevos.
Los edificios de Futuna están construidos, en su mayoría, en estilo fale polinesio. La casa para dormir está hecha con paredes abiertas, techo de paja y cortinas de paja, que se bajan cuando hace mal tiempo. Puede haber un suelo de hormigón o un muro bajo para evitar que los cerdos u otros animales entren en la casa. Los alimentos se cocinan en la cocina, que está detrás de la casa para dormir, o en un horno de tierra. El agua y la electricidad se instalaron en 1990, aunque pocos isleños pueden pagar la electricidad.
Cada pueblo tiene una pequeña tienda; Mata Utu tiene el único supermercado de las islas.

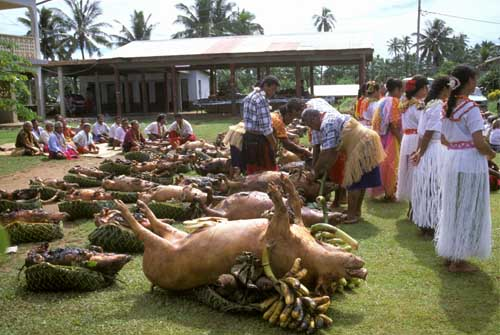
Cerdos asados en la Fiesta de San Pedro Chanel

### Gastronomía
Para el día de San Pedro Chanel (Saint-Pierre-Chanel o localmente Petelo Sanele), es habitual que los lechones se asen con plátanos.
El taro, el ñame y la batata eran y siguen siendo los alimentos básicos de la mayoría de los isleños. El pescado se consume mucho en los pueblos de la costa de Uvea. Si por alguna razón no hay un hombre en la familia, las mujeres recogen crustáceos comestibles de la laguna. Los cerdos y los pollos se engordan principalmente para ocasiones festivas.
Por regla general, las familias hacen dos comidas al día. Para desayunar suelen comer pan y beber café. La cena consiste en taro o ñame y pescado (en las islas Wallis) y, a veces, en pollo descongelado y ternera hervida. La bebida más común es el té.
El cerdo, el pollo y la tortuga son un atributo obligatorio de la mesa festiva. También se consumen cava y bebidas alcohólicas de importación.

### Símbolos tradicionales
Los principales símbolos de la cultura de Wallis y Futuna son la bebida kava y la tela de tapa.
La kava es una bebida embriagadora elaborada con las raíces de la planta Piper methysticum. Los habitantes de Futuna tienen una leyenda que explica cómo llegó la planta a su isla. Según esta leyenda, el kava no existía al principio. En aquella época, los isleños adoraban a nueve dioses: dos superiores y siete inferiores, situados en el reino del inframundo de Pulotu. Los jefes dependían totalmente de estos últimos y acudían a ellos en busca de ayuda. Un día, una de las deidades inferiores, Fitu, vino a vivir con el pueblo. Fitu trajo consigo las raíces de kava y plantó una de ellas en la tierra, y desde entonces la planta crece en Futuna. Incluso ahora la kava se cultiva según los métodos del abuelo, utilizando dispositivos de madera para proteger las raíces de la planta. Entre la siembra y la cosecha transcurren entre 12 y 18 meses. En la actualidad, el kava no crece en las Islas Wallis y se importa de las Islas del Cuerno.
La bebida se prepara de la siguiente manera: las raíces, limpias de tierra, se pican y se machacan con un mortero. Este último procedimiento puede ser sustituido por la masticación de personas especialmente seleccionadas, a menudo chicas vírgenes. La pulpa resultante se mezcla con agua en un pequeño recipiente redondo de madera. Cuando se hace kava para el rey, es obligatoria la presencia del rey, del consejo de jefes y de las autoridades religiosas y administrativas. En el pasado se bebía kava para crear un vínculo entre los mundos de los vivos y los muertos, y también durante las negociaciones de los jefes. Ahora la ceremonia del kava significa la unidad entre las distintas categorías sociales de la población y los jefes y reyes. Desde 2002, la administración de las islas ha restringido el cultivo de kava, pero los habitantes no hacen caso de la prohibición.

### Artesanía

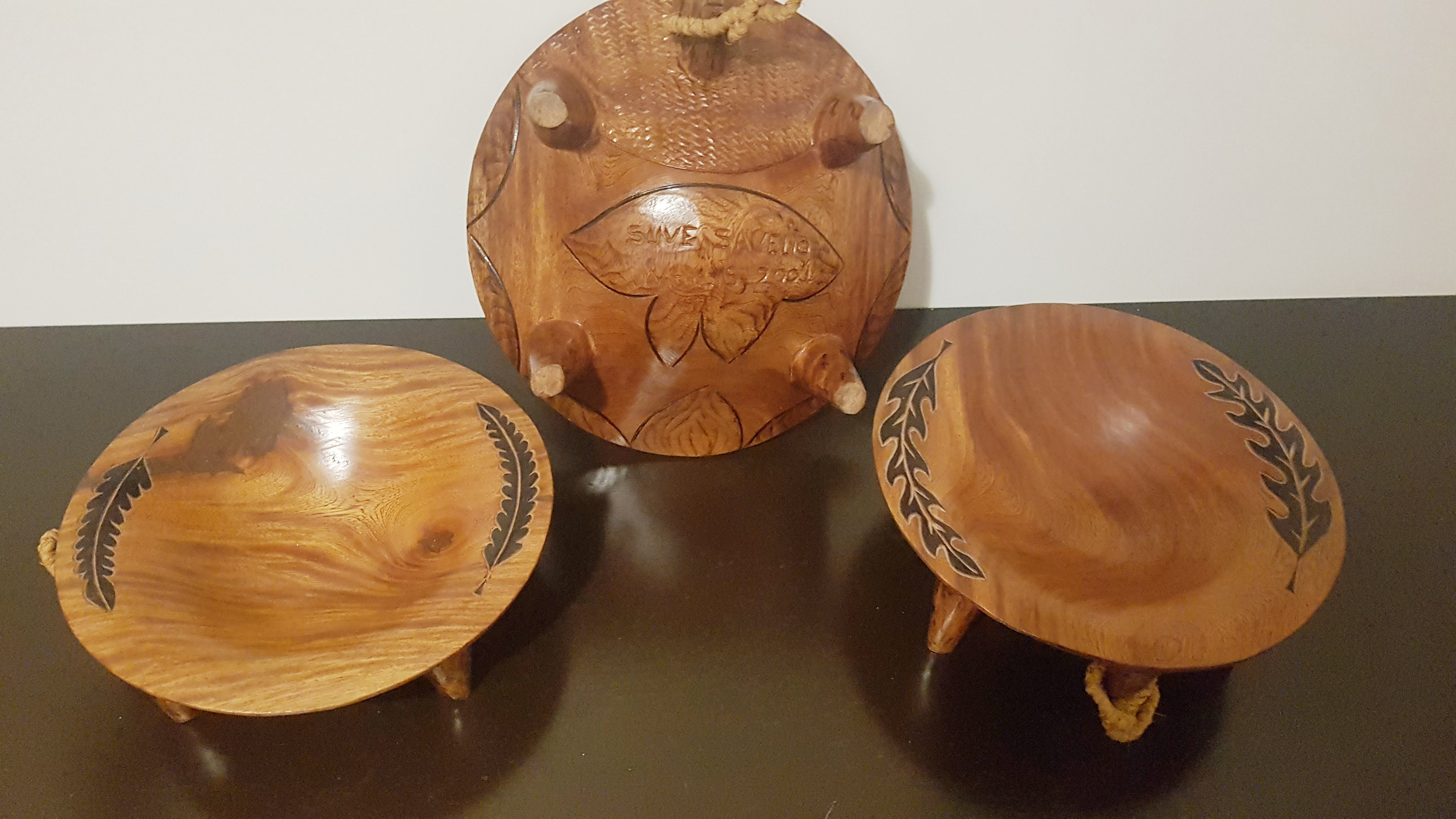
Artesanía de la Isla de Uvea (Wallis)

La artesanía está muy presente en ambas islas. Se utilizan principalmente cuatro materiales:
- La madera (como la feta'u) se utiliza para hacer esculturas que representan sobre todo animales y naturaleza;
- El coco (niu en las lenguas locales) es muy apreciado por su aceite. Esta última se mezcla con otras flores como el tiaré o el ylang-ylang para elaborar el aceite perfumado local. Es el equivalente a Mono'i;
- Las conchas se utilizan para hacer diversos collares y adornos. De hecho, las mujeres, agrupadas principalmente en asociaciones locales, recogen conchas en el arrecife durante la marea baja y utilizan este material para hacer collares, diademas y otros objetos decorativos[82]
- El tutú es una fibra vegetal. Se utiliza para hacer lafi (en Futuna) y gatu (en Wallis), más conocido como tapa. Esta última está presente en muchas islas del Pacífico. Esta fibra puede ser decorativa o utilizarse como prenda de vestir, sobre todo en las bodas, o como mortaja.

### Música
El territorio de Wallis y Futuna se caracteriza por una importante producción musical, que va desde la música tradicional a capela llamada Hua lau y acompañada de percusiones de madera, hasta las variedades, el pop o el reggae. La mayoría de las canciones están compuestas en los idiomas locales. Los artistas realizan sus producciones en su mayoría  en el propio territorio.
Hua lau es la canción tradicional que cantan los lau, que son un grupo polifónico. Estos últimos pueden mezclarse. Las canciones tratan diferentes temas: historias de amor, guerra, grandes acontecimientos históricos, muerte, etc. Una de las características musicales del territorio es el tratamiento de la muerte en sus canciones. Las familias pueden pedir a los autores que compongan canciones fúnebres en memoria de sus seres queridos que han fallecido.
Raymond Mayer señala que "el repertorio de canciones de Wallis no es acumulativo, sino transitorio: las canciones nacen, se dan a conocer y luego mueren –progresiva y definitivamente– por el olvido. Este fenómeno de pérdida, o más exactamente de borrado por sustitución, se observa en los textos de los cantos fúnebres "

## Medios de Comunicación

### Televisión
En 1986, RFO Wallis et Futuna —desde 2010 Wallis et Futuna 1re Radio Télé Internet— comenzó a emitir desde un estudio en Mata-utu, inicialmente sólo para Wallis, y desde 1994 para Futuna. Al principio, la mayor parte de las emisiones las realizaban los grupos de televisión metropolitanos (France Télévisions, TF1 y Arte), que emitían por satélite. Al menos el 25 % de la programación son hoy programas locales en francés, e idiomas de las islas, que se centran en la realidad de la vida insular y regional. La mayor audiencia la acaparan los noticieros nocturnos de 13 minutos a las 19:00 JT Wallis et Futuna en francés y, tras la previsión meteorológica, a las 19:15 en lenguas locales y un programa de sábado con un invitado especial en L'invité de la semaine de 19:15 a 19:45. También hay retransmisiones matinales diarias de Nouvelle-Calédonie 1re (de Nueva Caledonia) y Polynésie 1re (de Tahití), así como sus revistas mensuales de noticias. La cadena francesa France Ô emite un magazín televisivo semanal producido por Wallis y Futuna Television, especializado en programas regionales.
En 1978, el gobierno francés, en acuerdo con el rey Thomasi Kulimoytoki II y la participación de France Régions 3, decidió lanzar FR3 Wallis et Futuna —desde 2010 Wallis et Futuna 1re Radio Télé Internet—en las islas, que comenzó a emitir en abril de 1979 desde Mata-Utu. La emisora emite sus propios programas en francés, e idiomas regionales, así como programas producidos por Polynésie 1ère, Nouvelle-Calédonie 1ère, Radio Ô y Radio France. Además de emitir en las frecuencias de FM, hay streaming en su propia página web. En la Francia metropolitana, los programas de Radio Wallis y Futuna son emitidos por Freebox TV.

### Telefonía e Internet
En junio de 2010, había 1300 usuarios de Internet en las islas (alrededor del 8,5 % de la población). En la década de 2000, la conexión del archipiélago a la red mundial de Internet era lenta y costosa porque se hacía por satélite. La llegada del cable de fibra óptica TUI-SAMOA48 ha permitido conectar Wallis y Futuna a la Internet global con velocidades comparables a las del resto del mundo. El dominio de Internet del país es .wf, aunque algunos sitios oficiales, como la radio-televisión pública, tienden a utilizar el dominio .fr. 
Desde el 22 de diciembre de 2015, Wallis y Futuna cuenta con una red de telefonía móvil, llamada Manuia. Antes de esta fecha, Wallis y Futuna era el último territorio francés de ultramar sin red móvil49. Como resume el periodista René Lataste, "dentro de unas décadas, Wallis y Futuna habrán dado un salto de gigante en materia de comunicación. Desde el Tauasu bajo el Fale durante siglos, pasando por el teléfono fijo en los años sesenta, hasta llegar a Internet 30 años después. Hoy, el móvil y mañana un aumento de mil veces las conexiones.

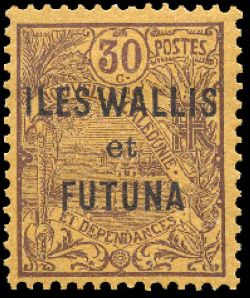
Estampilla de Wallis y Futuna de 1920 (sello de Nueva Caledonia de 1905 sobreimpreso)

De 1964 a 1971 se publicó el Boletín informativo del territorio de las Islas Wallis y Futuna (Bulletin d'information du territoire des îles Wallis et Futuna). El semanario Te Fenua Fo'ou dejó de publicarse en marzo de 2002 tras un conflicto entre la jefatura y el director de la publicación, a raíz de un artículo publicado en la revista sobre un caso judicial local. La revista Fenua, lanzada en septiembre de 2002 para sustituirla, tenía una línea editorial muy diferente. También dejó de publicarse en 2003. Desde entonces, el único diario disponible es Les Nouvelles calédoniennes, que publica dos o tres artículos a la semana informando sobre la vida en el Territorio.

## Servicios Postales
El Territorio cuenta con una empresa de correos y telecomunicaciones (SPT) de titularidad pública. La empresa ofrece reparto de correo en toda la isla, un pequeño número de sellos y servicios de teléfono e Internet. La oficina principal de correos se encuentra en Mata Utu. En Uvea, hay otras dos oficinas en los distritos de Mua e Hihifo. En la isla de Futuna, sólo hay una oficina de correos en Leawe. Al principio, la comunicación postal con las islas se realizaba a través de las desaparecidas Nuevas Hébridas o Nueva Caledonia, pero era irregular, dependiendo de la frecuencia con la que los barcos hacían escala en las islas. El servicio postal regular no se estableció hasta 1935 por medio de carteros en una línea que conectaba Wallis y Futuna con Sídney vía las ciudades de Port Vila (actual Vanuatu) y Numea (Nueva Caledonia).

## Deporte
El deporte más popular es el fútbol. El deporte está poco desarrollado en la zona. Sólo hay un estadio con asientos equipados para los espectadores, el multifuncional Estadio de Mata Utu (Stade de Mata-Utu). Tiene capacidad para 1500 espectadores y se utiliza principalmente para partidos de fútbol. Otros 2 instalaciones deportivas en el territorio son el Estadio Laione Rugby (Stade Laione Rugby) usado principalmente para Rugby y el estadio Lomipeau (Stade Lomipeau).

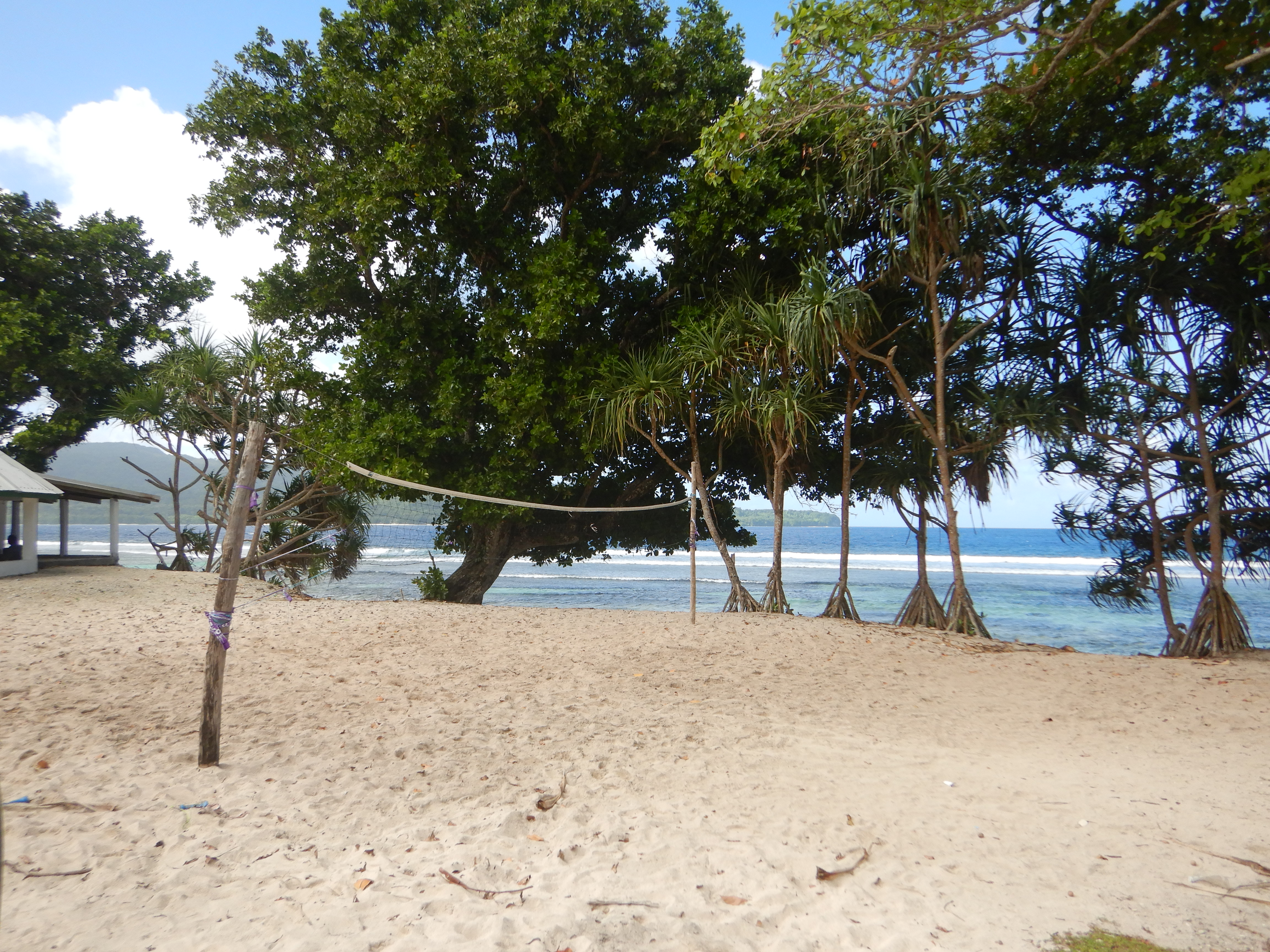
Un espacio para jugar voleibol en Futuna

La zona participa en los Juegos del Pacífico Sur desde 1966. En los últimos juegos celebrados en 2007 en Samoa, por ejemplo, el equipo de Wallis y Futuna ganó tres medallas de oro y una de bronce y quedó en el puesto 13 de la clasificación general. El territorio ha ganado 22 medallas de oro, 35 de plata y 77 de bronce en la historia de la participación y ocupa el 10.º lugar en la clasificación general. Su mejor resultado fue el 5.º puesto en los Juegos de Tahití de 1995.
Las Islas Wallis y Futuna también participan en los Minijuegos del Pacífico, y los organizaron en 2013. En los últimos juegos celebrados en 2009 en las Islas Cook, el equipo de Wallis y Futuna terminó en el puesto 18.º de la clasificación general con una medalla de bronce en lanzamiento de jabalina. El equipo de Wallis y Futuna ha ganado 5 medallas de oro, 2 de plata y 6 de bronce en la historia de la participación en los Juegos, desde sus primeros Juegos en 1981.
Algunos de los deportistas más famosos de las islas son Samuel Tua, originario de Mata Utu, y Toafa Takaniko, natural de Futuna, que son jugadores de la selección francesa de voleibol y de los clubes franceses de voleibol Cannes y Toulouse, respectivamente. Toafa Takaniko ganó la Copa de Francia de Voleibol 2007 con su club, y ambos obtuvieron la medalla de plata en el Campeonato de Europa 2009 con Francia.

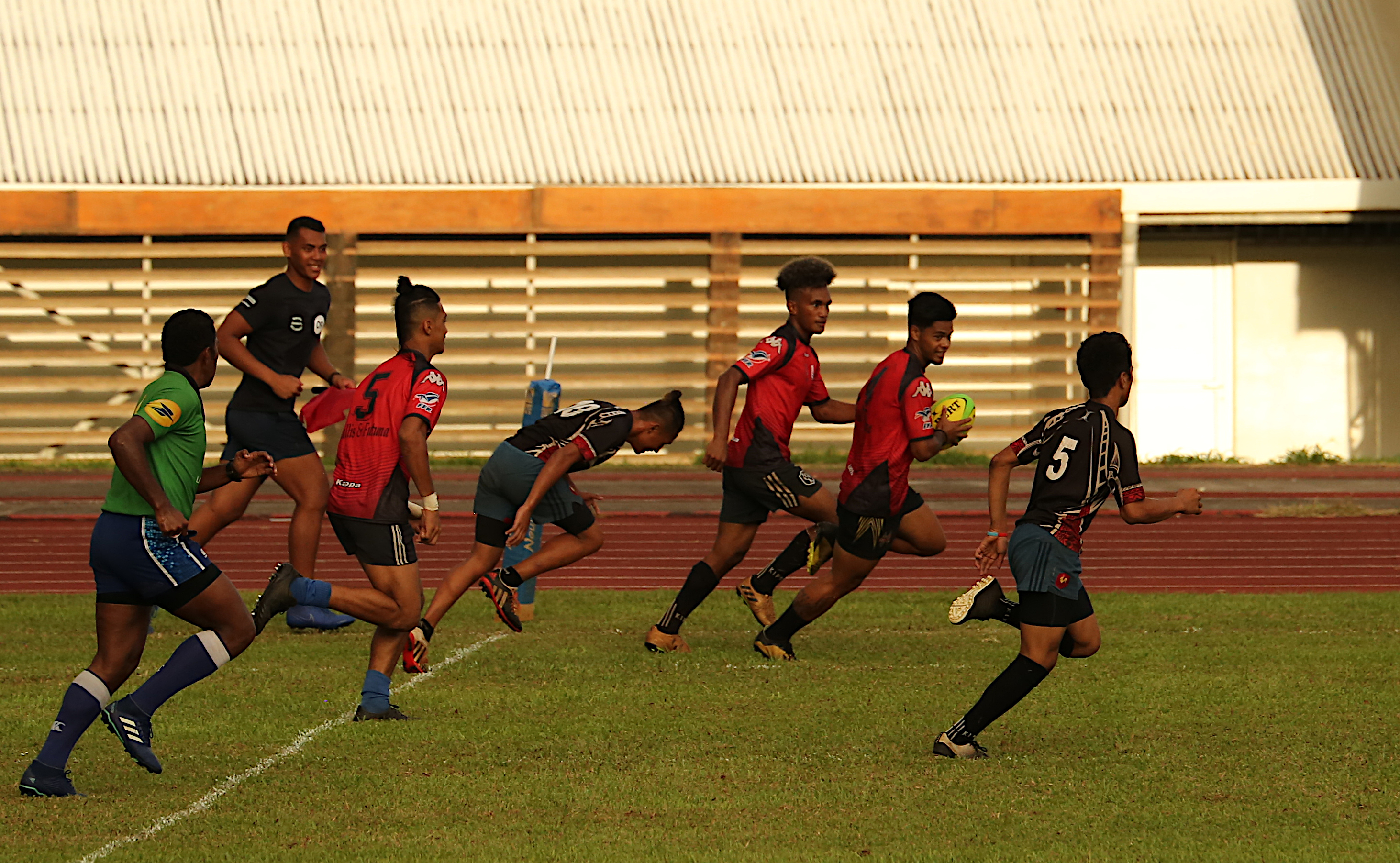
Torneo de rugby en Wallis

El territorio tiene su propia selección nacional, la selección de fútbol de Wallis y Futuna, aunque no es miembro de la FIFA ni de la Confederación de Fútbol de Oceanía y, por tanto, no participa en las Copas Mundiales de la FIFA. La selección nacional ha disputado un total de 20 partidos, todos ellos en los Juegos del Pacífico Sur: 4 victorias y 16 derrotas. Primer partido: 13 de diciembre de 1966, Nueva Caledonia a Wallis y Futuna 5-0; último (en octubre de 2009): 20 de agosto de 1995, Nueva Caledonia a Wallis y Futuna 10-0. Mayor victoria 5-1 (12 de diciembre de 1988 contra Nueva Caledonia), mayor derrota 0-17 (septiembre de 1991, contra Papúa Nueva Guinea). Su mayor logro en los Juegos del Pacífico Sur fue un cuarto de final en 1983.
El equipo de rugby de Wallis y Futuna jugó su primer partido el 1 de diciembre de 1966 contra Papúa Nueva Guinea y lo perdió por 5:54. El equipo jugó un total de 7 partidos (sólo una victoria, un 3-0 sobre Tahití el 1 de septiembre de 1971) y no ha vuelto a jugar desde 1971.